# ザワつく!金曜日
『ザワつく!金曜日』（ザワつく きんようび）は、テレビ朝日系列で2018年10月11日（10日深夜）から放送されているトークバラエティ番組。

## 概要
言いたいことに関して、遠慮せずに口にするといったトークバラエティ番組で、世界各国の衝撃映像や変わった特徴を持つ飲食店、社会問題や話題の出来事といったVTRが流れ、『皆様は、○○についてどう思いますか？』といったナレーションのフリからトークに入るのが基本構成となっている。
不定期にマジシャンやパフォーマー、俳優や若手芸人といったゲストを招いてトークをすることもあり、若手芸人についてはスタジオ出演後、別の回でVTRリポーターとして再登場することもある。
2020年秋からは番組冒頭に様々な工場の製造工程を見せ、そこから何を作っているかを3名に当てさせる「ザワつく!工場クイズ」が開始。その後2022年からクイズコーナーが増え、ゲストやザワつくメンバー1人が好物の食べ物3品の中からどれを選択するかを他のメンバーが当てる「どっちなの?こっちなの?あっちなの?選手権」、さまざまなジャンルのランキングから1位以外の選択肢を当てていく「1位を当てちゃダメ!」などが行われている。
2019年からは、毎年大晦日に本番組の拡大版でもある「ザワつく!大晦日」が放送されている。2020年版は年越し番組として放送されたが、番組は全編収録でカウントダウンは番組冒頭で予め作成した場面を画面右上へワイプする程度に止められている。また、途中ドキュメンタリー『マグロに賭けた男たち』が約90分にわたり内包された。
2021年版は世帯平均視聴率（関東地区・ビデオリサーチ調べ）は前半が（18:00 - 20:00）12.1%、後半が（20:00 - 23:00）9.3%を記録。大晦日の『NHK紅白歌合戦』の裏番組では民放1位を獲得し、テレビ朝日開局以来初の快挙達成となった。
2022年版は世帯平均視聴率（関東地区・ビデオリサーチ調べ）は前半が（18:00 - 20:00）11.2%、後半が（20:00 - 23:00）10.0%を記録。大晦日の『NHK紅白歌合戦』の裏番組では、2年連続で民放1位を獲得した。また、個人視聴率についても、前半が（18:00 - 20:00）6.9%、後半が（20:00 - 23:00）6.0%を記録し、民放1位を獲得した。
本番組のトークがきっかけで、様々なコラボレーション製品が発売されている（詳細は後述）。

## 沿革
2018年5月26日から、『ザワつく!一茂良純時々ちさ子の会』という名称で不定期での放送が開始され、好評だったことから同年10月11日（10月10日深夜）からレギュラー放送が開始された。
2019年春から『金曜★ロンドンハーツ』が火曜ネオバラエティに枠移動することに伴い、当番組が『ザワつく!金曜日』に改題し『世界の街道をゆく』（テレビ朝日以外の同系列フルネット局では各局別に別番組に差し替え）を金曜のみ3分早終了に変更した上で、同年4月12日から金曜 20:57 - 21:54のゴールデンタイムに枠移動・拡大することとなった。それに先立ち、同年2月15日・22日・3月8日には4月12日以降と同じ放送枠でトライアルゴールデン特番が3回放送されている。なお、テレビ朝日系列の金曜21時枠がフライングスタート編成となるのは『世界痛快伝説!!運命のダダダダーン!』（朝日放送〈当時〉制作）以来、約18年ぶりとなった。
2019年10月改編により放送時間を2時間繰り上げ、長きにわたって編成してきたアニメ枠（ドラえもん・クレヨンしんちゃん）が、土曜夕方に移動したことにより金曜19時枠に移動した。テレビ朝日の金曜19時枠での1時間バラエティ枠は、これまで『全国ちびっこ特ダネ合戦』、『ジャニーズバーサス!Youたちクイズしちゃいなよ!!』などといった単発特番は数回放送されたものの、レギュラー番組としてはテレビ朝日開局以来初めてとなった。なお、直前番組『スーパーJチャンネル』との接続はアニメ時代ではクロスプログラム・ステブレ入りだったが、当番組からはステブレレスに変更、これで『Jチャン』と平日19時台番組の接続はすべてステブレレスとなった。直後番組の『マツコ&有吉 かりそめ天国』（水曜ネオバラエティからゴールデンタイム進出）との接続は、ステブレレスに変更された。その代わりに番組終盤の6分間がローカルセールス枠に転換されたため、19:54で飛び降りとなるネット局がある。
2020年4月10日放送分から、新型コロナウイルス感染予防対策としてそれぞれ一定の距離を置いての出演となり、5月8日放送分からは高橋はスタジオから、長嶋・石原・高嶋がリモート出演での収録となった。6月5日放送分からは全員スタジオに戻り、それぞれの席と席の間にアクリル板を設置して収録された。
2020年10月改編で開始時間を15分前倒しして、18:45 - 20:00での放送となった。
2021年5月24日、テレビ番組の視聴率を調査しているビデオリサーチが同月21日分の視聴率を発表した。その中で、同日放送の本番組の平均世帯視聴率が番組歴代最高となる17.3%を記録したことを明らかにした。
2021年10月改編で放送時間を5分縮小し、18:50 - 20:00での放送となった。同年には「ザワつく！金曜日コンサート」と題してレギュラー出演者が演奏にチャレンジする企画も実施された。コンサートは大阪城ホールと日本武道館で開催され、このうち、武道館公演は11月19日に一部生中継された。
2022年2月4日放送分では、レギュラー出演者である石原良純の実父・石原慎太郎の死去を受け、番組で急遽追悼企画を実施した。番組終盤には2013年に逗子の石原邸で収録された良純・慎太郎の親子対談が放送されている。
2022年7月8日は当初放送予定だったが、同日昼前に発生した安倍晋三銃撃殺人事件を受け、『報道ステーション』の放送時間を拡大したため休止となった。なお、『そうめんアレンジNo.1決定戦』などを放送予定だったので7月22日の緊急蔵出し放送に決定した。
2024年2月16日は、レギュラー放送直後（20:00 - 21:48）の『ミュージックステーション』2時間SPに長嶋・石原・高嶋・高橋がそろって生出演、人気コーナー『3つまとめて当てましょう選手権』、郷ひろみの名曲で『究極の2択』を開催したほか、高嶋が『愛は勝つ』の生演奏、スキマスイッチとのスペシャルコラボを披露した。

## 出演者
- 長嶋一茂
- 石原良純
  - 2019年10月から2021年9月までは本番組の後に出演しているTBS系『ぴったんこカン・カン』がスペシャル版で放送する場合、出演がなかった[注 4]。
- 高嶋ちさ子
  - 自身のコンサートの都合で出演しない場合あり。

### 司会進行
- 高橋茂雄（サバンナ）

### 準メンバー
- 木佐彩子 - ゲストとしてメンバー代打時などに出演する。

### ゲスト
当項目では、レギュラーの代打で出演したゲストのみ参照。
- 玉川徹
  - 良純の代打で出演。「ザワつく!大晦日」など、特別版にゲスト出演する機会も多い。

- 花田虎上
  - 高嶋の代打で出演したほか、良純不在時にゲストとして出演。

- 立川志らく
  - 良純の代打で出演

- IKKO
  - 高嶋・良純の代打で出演

## テーマ曲
- 高嶋ちさ子「ZAWATSUKU」（2019年4月12日 - 現在）[15]

## 放送リスト

### 特別番組 (レギュラー開始前を含む)

#### 2018年
| 回 | 放送日   | 放送時間      | タイトル                                                                                 | 議題 | ゲスト | 備考                                                                                            |
| -- | -------- | ------------- | ---------------------------------------------------------------------------------------- | --- | ------ | ----------------------------------------------------------------------------------------------- |
| 1  | 5月26日  | 14:55 - 16:25 | 『一茂&良純&ちさ子のザワつく!父母会』                                                    | “子どもの習い事”を考える、“外国人のマナー”を考える、“モンスターペアレンツ”を考える、蓬萊の豚まんを考える、“危険な自転車運転”を考える |        | スペシャルサタデー第3部で放送（ローカルセールス枠のため、他日振替とした局や非ネット局がある）。 |
| 2  | 7月25日  | 20:00 - 20:54 | 『ザワつく!一茂良純ちさ子の会』                                                          | “秋田犬”を考える、“二世タレント”を考える、“富士登山”を考える、“暑すぎる夏の過ごし方”を考える                                         |        | この回よりゴールデン帯で全国放送。                                                              |
| 3  | 10月10日 | 20:10 - 21:48 | 『ザワつく!一茂良純ちさ子の会』                                                          | “あんこ”を考える、“老眼”を考える、“盆栽”を考える、“迷惑猿”を考える                                                                   |        |                                                                                                 |
| 4  | 11月2日  | 20:54 - 21:48 | 『ザワつく!一茂良純ちさ子の会“パワハラ”&“褒める”をテーマにしたら3人が大騒ぎスペシャル!』 | “パワハラ”を考える、“褒める”を考える                                                                                                 |        |                                                                                                 |

#### 2019年
| 回 | 放送日   | 放送時間      | タイトル | 議題 | ゲスト                                                   | 備考                                                                                           |
| -- | -------- | ------------- | --- | --- | -------------------------------------------------------- | ---------------------------------------------------------------------------------------------- |
| 5  | 2月15日  | 20:57 - 21:54 | 『ザワつく!金曜日 一茂良純ちさ子の会 春から金曜よる9時ですが待ちきれないので2月もやっちゃいますよスペシャル!』 | “舞妓パパラッチ”を考える、“占女”を考える、“密輸”を考える | 神奈月                                                   | 前座番組『世界の街道をゆく』（関東以外は各局別の番組に差し替え）は20:57までの3分短縮版を放送。 |
| 6  | 2月22日  | 20:57 - 21:54 | 『ザワつく!金曜日 一茂良純ちさ子の会 睡眠のカリスマが 睡眠の極意を教えますスペシャル』                         | “睡眠”を考える、俺のそもそも総研“俺の朝” | 木佐彩子                                                 | 前座番組『世界の街道をゆく』（関東以外は各局別の番組に差し替え）は20:57までの3分短縮版を放送。 |
| 7  | 3月8日   | 20:57 - 21:54 | 『ザワつく!金曜日 一茂良純ちさ子の会』                                                                         | “豪華客船”を考える、“妻のトリセツ”を考える、“24時間営業”を考える |                                                          | 前座番組『世界の街道をゆく』（関東以外は各局別の番組に差し替え）は20:57までの3分短縮版を放送。 |
| 8  | 12月31日 | 18:00 - 22:00 | 『ザワつく!大晦日 一茂良純ちさ子の会 2019日本の迷惑問題を全部ぶった斬る 4時間SP!!』                            | 冬の富士山に現れる“迷惑外国人登山客”、マグロ・松葉ガニ・寒ブリ・伊勢海老漁に密着、“空港税関”の密輸摘発現場に迫る、“高齢者ドライバー”の危険運転問題、“スズメバチハンター”今年最後の戦いに密着、“イチロー引退”について考える | 高嶋弘之、宮本和知、水野雄仁、元木大介、羽鳥慎一、玉川徹 |                                                                                                |

#### 2020年
| 回 | 放送日   | 放送時間       | タイトル                                                                                     | 議題 | ゲスト | 備考                                                                                      |
| -- | -------- | -------------- | -------------------------------------------------------------------------------------------- | --- | --- | ----------------------------------------------------------------------------------------- |
| 9  | 12月31日 | 18:00 - 翌0:30 | 『ザワつく!大晦日 一茂良純ちさ子の会 今年の事は今年の内に! 2020大混乱のニッポンを大掃除SP!』 | ザワつく!工場クイズ、日本のスゴい技術、スズメバチハンター、小泉孝太郎、巨人軍コーチ参戦、ザワつく!思い出の名曲歌合戦、ザワつく!ショータイム、全国ご当地ポテトチップス年間王者決定戦 | 荒牧陽子、井上小公造、オフコース小田、金原早苗、ケイスケ、小泉孝太郎、こんちはる、坂本冬休み、桜井としかず、信濃岳夫、白A、玉川徹、羽鳥慎一、まねだ聖子、宮本和知、元木大介 | 途中、『マグロに賭けた男たち 大晦日 “俺は負けない”』が内包された（21:30ごろ - 23:00ごろ） |

#### 2021年
| 回 | 放送日   | 放送時間      | タイトル                                                            | 議題 | ゲスト | 備考                                                              |
| -- | -------- | ------------- | ------------------------------------------------------------------- | --- | --- | ----------------------------------------------------------------- |
| 10 | 8月29日  | 19:00 - 20:56 | 『ザワつく!路線バスで寄り道の旅』                                   | 横浜を隅から隅まで大満喫!!爆笑珍道中の旅! | 池田美優（みちょぱ）、DAIGO、槙原寛己、ウエンツ瑛士                                                                                   | 出演：長嶋一茂、高橋茂雄（サバンナ）                              |
| 11 | 9月30日  | 18:45 - 20:00 | 『ザワつく!金曜日 木曜出張SP』                                      | 100年後に残したい日本の技術力SP | 鬼越トマホーク、コウメ太夫、東京ホテイソン、中岡創一（ロッチ）、りんごちゃん                                                          | MC：長嶋一茂 進行：大下容子（テレビ朝日アナウンサー）             |
| 12 | 10月1日  | 20:00 - 21:48 | 『ザワつく!金曜日 特別編 地球バカ一代』                             | 人にも環境にも優しい地球バカが大集合 | 鬼越トマホーク、河合郁人（A.B.C-Z）、コウメ太夫、小峠英二（バイきんぐ）、東京ホテイソン、中岡創一（ロッチ）、フワちゃん、りんごちゃん | MC：長嶋一茂、高嶋ちさ子 進行：大下容子（テレビ朝日アナウンサー） |
| 13 | 12月31日 | 18:00 - 23:00 | 『ザワつく!大晦日〜一茂良純ちさ子&徹子&羽鳥玉川&新庄BIGBOSSの会〜』 | ザワつく!工場クイズ(1)、楽器の聴き比べ、新庄剛志初参戦、ザワつく!工場クイズ(2)、きな粉餅、年越しそば、黒柳徹子初参戦、ザワつく!工場クイズ(3)、『科捜研の女』初出演、ミニロト | 黒柳徹子、新庄剛志、羽鳥慎一、玉川徹、井上小公造                                                                                      |                                                                   |

#### 2022年
| 回 | 放送日   | 放送時間      | タイトル                                                                                  | 議題 | ゲスト | 備考                                                                                              |
| -- | -------- | ------------- | ----------------------------------------------------------------------------------------- | --- | --- | ------------------------------------------------------------------------------------------------- |
| 14 | 1月7日   | 18:50 - 20:00 | 『ザワつく!路線バスで寄り道の旅』※第2弾                                                   | 千葉・南房総で爆笑珍道中の旅! | 森泉、槙原寛己 | 出演：長嶋一茂、高橋茂雄（サバンナ）                                                              |
| 15 | 4月24日  | 19:00 - 19:58 | 『ザワつく!路線バスで寄り道の旅』※第3弾                                                   | 鎌倉・江の島を自由気ままに珍道中! | 菊池桃子、原沙知絵、槙原寛己                                                                                         | 出演：長嶋一茂、高橋茂雄（サバンナ）                                                              |
| 16 | 8月12日  | 18:50 - 20:30 | 『ザワつく!路線バスで寄り道の旅』※第4弾                                                   | 超豪華ゲストとディープな東京下町へ! | 菊池風磨（Sexy Zone）、中村アン、藤原紀香、槙原寛己                                                                  | 出演：長嶋一茂、高橋茂雄（サバンナ）                                                              |
| 17 | 9月30日  | 19:54 - 21:48 | 『ザワつく!路線バスで寄り道の旅』※第5弾                                                   | 豪華ゲストと小田原〜御殿場〜箱根へ! | 朝日奈央、菜々緒、ホラン千秋、槙原寛己                                                                               | 出演：長嶋一茂、高橋茂雄（サバンナ）                                                              |
| 18 | 11月13日 | 13:55 - 14:50 | 『ザワつく!日曜日 高嶋ちさ子のつくり方』                                                  | “音楽家”高嶋ちさ子の知られざる素顔が明らかに! | | 出演：高嶋ちさ子、吉村崇（平成ノブシコブシ）、Super Cellists                                      |
| 19 | 12月21日 | 19:00 - 20:54 | 『ザワつく!路線バスで寄り道の旅』※第6弾                                                   | [ 36 ] | 新井恵理那、山口もえ、槙原寛己                                                                                       | 出演：長嶋一茂、高橋茂雄（サバンナ）                                                              |
| 20 | 12月25日 | 10:00 - 11:45 | 『高嶋ちさ子のザワつく!音楽会 〜コンサートの裏側全部見せますSP〜』                        | | | 出演：高嶋ちさ子、吉村崇（平成ノブシコブシ） / 石原良純、高橋茂雄（サバンナ）、高橋克典、中山秀征 |
| 21 | 12月31日 | 18:00 - 23:00 | 『ザワつく!大晦日 一茂良純ちさ子の会 相棒杉下右京&亀山薫が緊急参戦!豪華ゲストと大騒ぎSP』 | 祝!結婚 一同が高橋を祝福、1位を当てちゃダメ!、杉下右京&亀山薫 参戦、ザワつく!工場クイズ(1)、ザワつく!工場クイズ(2)、西島秀俊 参戦、沢村一樹&髙嶋政伸 参戦、クイズ High&Low | 水谷豊、寺脇康文、西島秀俊、沢村一樹、高嶋政伸、高橋克典、荒川静香、黒柳徹子、武田鉄矢、羽鳥慎一、吉岡里帆、高嶋弘之 |                                                                                                   |

#### 2023年
| 回 | 放送日   | 放送時間      | タイトル | 議題 | ゲスト | 備考                                                                       |
| -- | -------- | ------------- | --- | --- | --- | -------------------------------------------------------------------------- |
| 22 | 1月6日   | 18:50 - 20:00 | 『ザワつく!路線バスで寄り道の旅』※第7弾                                                                         | くりぃむしちゅー有田参戦で大珍道中旅SP                                                                                             | 有田哲平（くりぃむしちゅー）、鷲見玲奈、槙原寛己 | 出演：長嶋一茂、高橋茂雄（サバンナ）                                       |
| 23 | 2月24日  | 18:50 - 21:48 | 『ザワつく×ミラクル9×Qさま テレ朝人気クイズに全部出ちゃいますSP』                                               | | 『くりぃむクイズ ミラクル9』 くりぃむしちゅー、田原萌々（テレビ朝日アナウンサー）、えなりかずき、王林、大家志津香、具志堅用高、斎藤司（トレンディエンジェル）、宮崎美子、吉村崇（平成ノブシコブシ） 『クイズプレゼンバラエティー Qさま!!』 さまぁ〜ず、優香、高山一実、清水俊輔（テレビ朝日アナウンサー）、伊集院光、宇治原史規（ロザン）、村井美樹、山崎弘也（アンタッチャブル） |                                                                            |
| 24 | 2月26日  | 19:00 - 21:55 | 『テレ朝人気旅全部集まっちゃましたスペシャル ザワつく！路線バスで寄り道の旅×じゅん散歩×帰れマンデー見っけ隊!!』 | | 『じゅん散歩』 高田純次、藤田ニコル 『帰れマンデー見っけ隊!!』 タカアンドトシ、伊達みきお（サンドウィッチマン）、福田麻貴（3時のヒロイン）、槙原寛己 | 出演：長嶋一茂、高橋茂雄（サバンナ）                                       |
| 25 | 3月10日  | 18:50 - 20:00 | 『ザワつく!路線バスで寄り道の旅』※第8弾                                                                         | 南房総・館山 春の人気スポット巡り!                                                                                                 | 大久保佳代子、吉村崇（平成ノブシコブシ） | 出演：長嶋一茂、高橋茂雄（サバンナ）                                       |
| 26 | 4月7日   | 18:50 - 20:00 | 『ザワつく!路線バスで寄り道の旅』※第9弾                                                                         | 三島〜伊豆〜伊東を巡る珍道中! | 吉瀬美智子、ファーストサマーウイカ、槙原寛己 | 出演：長嶋一茂、高橋茂雄（サバンナ）                                       |
| 27 | 6月30日  | 19:56 - 21:48 | 『高嶋ちさ子の!ザワつく!音楽会』                                                                                | ちさ子&高田純次が思い出の地仙川で珍道中!                                                                                           | VTRゲスト:高田純次 歌唱ゲスト:藤井フミヤ | 出演：高嶋ちさ子、石原良純、高橋茂雄（サバンナ）、高橋克典、中山秀征、亜希 |
| 28 | 8月16日  | 18:45 - 19:54 | 『ザワつく!路線バスで寄り道の旅』※第10弾                                                                        | 本家徳光和夫参戦!野球おじさんが㊙トーク!                                                                                           | 徳光和夫、槙原寛己 | 出演：長嶋一茂、高橋茂雄（サバンナ）                                       |
| 29 | 8月18日  | 18:50 - 21:48 | 『ザワつく!金曜日に人気バラエティ集まっちゃいましたSP』                                                         | どっちなの?選手権、1位を当てるな!選手権〜回転寿司〜、1位を当てるな!選手権〜中森明菜〜、心をひとつに!選手権                         | 『相葉マナブ』 相葉雅紀、小峠英二（バイきんぐ） 『かまいガチ』 かまいたち 『キョコロヒー』 齊藤京子（日向坂46）、ヒコロヒー 『チョコプランナー』 チョコレートプラネット |                                                                            |
| 30 | 9月22日  | 20:05 - 21:48 | 『高嶋ちさ子の!ザワつく!音楽会』                                                                                | ザワつく!音楽会、ちさ子 別荘を買う、昭和の名曲セレクション                                                                         | VTRゲスト:木佐彩子 歌唱ゲスト:岩崎宏美、武田鉄矢 | 出演：高嶋ちさ子、石原良純、高橋茂雄（サバンナ）、高橋克典、中山秀征、亜希 |
| 31 | 9月26日  | 18:45 - 20:25 | 『ザワつく!路線バスで寄り道の旅』※第11弾                                                                        | 出川哲朗と湘南エリアをリアルガチ珍道中!                                                                                            | 出川哲朗、槙原寛己 | 出演：長嶋一茂、高橋茂雄（サバンナ）                                       |
| 32 | 12月15日 | 18:45 - 20:00 | 『ザワつく!路線バスで寄り道の旅』※第12弾                                                                        | 一茂&サバンナ高橋と仲良しゲストで東京下町旅!!                                                                                      | ウエンツ瑛士、朝日奈央、小峠英二、池田美優、槙原寛己 | 出演：長嶋一茂、高橋茂雄（サバンナ）                                       |
| 33 | 12月31日 | 17:00 - 23:00 | 『ザワつく!大晦日 豪華ゲストと大騒ぎ!6時間ぶっ通しSP』                                                          | 栗山英樹 参戦、黒柳徹子&羽鳥慎一 参戦、水谷豊&寺脇康文 参戦、高田純次&羽鳥慎一 参戦、後藤久美子 参戦、年間チャンピオンは誰の手に!? | 黒柳徹子、羽鳥慎一、水谷豊、寺脇康文、栗山英樹、後藤久美子、高田純次、なかやまきんに君 / 佐々木朗希、村上宗隆、大勢、山田哲人、周東佑京、岡本和真 |                                                                            |

#### 2024年
| 回 | 放送日   | 放送時間       | タイトル                                                               | 議題 | ゲスト | 備考                                                                                       |
| -- | -------- | -------------- | ---------------------------------------------------------------------- | --- | --- | ------------------------------------------------------------------------------------------ |
| 34 | 1月26日  | 19:58 - 21:54  | 『高嶋ちさ子の!ザワつく!音楽会』                                       | | 高田純次、木佐彩子 狩人、三浦祐太朗、尾崎裕哉                                                                | 出演：高嶋ちさ子、石原良純、高橋茂雄（サバンナ）、高橋克典、中山秀征、亜希                 |
| 35 | 2月13日  | 19:00 - 20:54  | 『ザワつく!路線バスで寄り道の旅』※第13弾                               | 豪華ゲスト㊙最新スポット&田園調布 | ウエンツ瑛士、ハリセンボン、平愛梨 / 宮川大輔 / 松本伊代、ゆうちゃみ / 槙原寛己                              | 出演：長嶋一茂、高橋茂雄（サバンナ）                                                       |
| 36 | 4月12日  | 18:50 - 20:00  | 『ザワつく!路線バスで寄り道の旅』※第14弾                               | 北関東超美味㊙絶品グルメ食べ尽くし旅!! | 中山秀征、ウエンツ瑛士、王林、槙原寛己                                                                       | 出演：長嶋一茂、高橋茂雄（サバンナ）                                                       |
| 37 | 5月3日   | 19:58 - 21:54  | 『ザワつく!金曜出張所 良純と○○の会』                                   | 良純と黒部ダムの会、良純と税関の会 | | 出演：石原良純                                                                             |
| 38 | 5月17日  | 18:50 - 20:00  | 『高嶋ちさ子の!ザワつく!音楽会』                                       | 甦れ! 良純 音楽の楽しさをもう一度!、高嶋ちさ子マジシャンへの道、ザワつく音楽会! 豪華客船で世界に行きたい!、スペシャルコラボ、スタジオでマジック披露! | 木佐彩子 森山良子                                                                                            | 出演：高嶋ちさ子、石原良純、高橋茂雄（サバンナ）、中山秀征、高橋克典、亜希                 |
| 39 | 8月2日   | 20:00 - 21:48  | 『ザワつく!金曜出張所 高橋純次のややこし会』                           | 柳沢慎吾と小田原でややこし旅、研ナオコ&錦鯉と北海道でややこし旅、武田真治&石塚英彦と京都でややこし旅                                                 | 柳沢慎吾 / 石塚英彦、武田真治 / 研ナオコ、錦鯉                                                               | MC：高橋茂雄（サバンナ）、高田純次                                                         |
| 40 | 8月9日   | 18:50 - 20:00  | 『ザワつく!路線バスで寄り道の旅』※第15弾                               | 爆笑田中参戦!夏の軽井沢で絶品グルメ | 田中裕二（爆笑問題）、中岡創一（ロッチ）、齊藤京子、槙原寛己                                                 | 出演：長嶋一茂、高橋茂雄（サバンナ）                                                       |
| 41 | 8月9日   | 20:05 - 21:54  | 『高嶋ちさ子の!ザワつく!音楽会』                                       | | 高田純次、木佐彩子 森高千里、甲斐よしひろ                                                                    | 出演：高嶋ちさ子、石原良純、高橋克典、中山秀征、亜希、高橋茂雄（サバンナ）、柳沢慎吾       |
| 42 | 9月20日  | 19:58 - 21:54  | 『ザワつく!金曜出張所 良純と富士山の会』                               | 石原良純62歳が富士山頂を目指す! | | 出演：石原良純                                                                             |
| 43 | 9月24日  | 19:00 - 20:40  | 『ザワつく!路線バスで寄り道の旅』※第16弾                               | 館山から勝浦へ!南房総グルメを食べまくり! | 内田篤人、槙原寛己、松村沙友理、宮川大輔                                                                     | 出演：長嶋一茂、高橋茂雄（サバンナ）                                                       |
| 44 | 10月4日  | 20:05 - 21:54  | 『高嶋ちさ子の!ザワつく!音楽会』                                       | | 世良公則、大友康平                                                                                           | 出演：高嶋ちさ子、石原良純、高橋克典、中山秀征、柳沢慎吾、亜希、高橋茂雄（サバンナ）       |
| 45 | 12月20日 | 19:58 - 21:54  | 『ザワつく!金曜出張所 良純と伊勢神宮の会』                             | 良純が撮影禁止エリアに特別潜入! | 萬田久子 | 出演：石原良純                                                                             |
| 46 | 12月31日 | 17:00 - 22:00  | 『ザワつく!大晦日 大事件!高嶋ちさ子が特殊詐欺に遭う!みんなびっくりSP』 | ちさ子 特殊詐欺に遭う、栗山英樹 参戦、『ドクターX』軍団 参戦、黒柳徹子&滝沢カレン 参戦、水谷豊&寺脇康文 参戦、唐沢寿明&鈴木保奈美 参戦               | 黒柳徹子、滝沢カレン、栗山英樹、水谷豊、寺脇康文、米倉涼子、田中圭、内田有紀、鈴木浩介、唐沢寿明、鈴木保奈美 |                                                                                            |
| 47 | 12月31日 | 22:00 - 23:30  | 『ザワつく!路線バスで寄り道の旅』※第17弾                               | 夜の深川不動尊&神田明神&浅草寺開運ツアー | 高島礼子、DAIGO、小峠英二（バイきんぐ）                                                                      | 出演：長嶋一茂、高橋茂雄（サバンナ）                                                       |
| 48 | 12月31日 | 23:30 - 翌1:00 | 『高嶋ちさ子の!ザワつく!音楽会 年またぎSP』                            | | | 出演：高嶋ちさ子、石原良純、高橋茂雄（サバンナ）中山秀征 VTR出演：高橋克典、柳沢慎吾、亜希 |

#### 2025年
| 回 | 放送日  | 放送時間      | タイトル                                                              | 議題                                                                     | ゲスト                                                                      | 備考                                                                                 |
| -- | ------- | ------------- | --------------------------------------------------------------------- | ------------------------------------------------------------------------ | --------------------------------------------------------------------------- | ------------------------------------------------------------------------------------ |
| 49 | 1月17日 | 18:50 - 20:00 | 『ザワつく!路線バスで寄り道の旅』※第18弾                              | 国宝迎賓館の超貴重エリア大公開!                                          | ウエンツ瑛士、羽田美智子、MEGUMI、宮川大輔                                  | 出演：長嶋一茂、高橋茂雄（サバンナ）                                                 |
| 50 | 3月12日 | 19:00 - 21:00 | 『ザワつく!金曜出張所 良純と世界遺産知床の会』                        | 超貴重!流氷大回転を撮影!                                                 |                                                                             | 出演：石原良純                                                                       |
| 51 | 3月28日 | 20:10 - 21:54 | 『ザワつく!金曜出張所 良純と世界遺産の会 家康ゆかりの日光＆富士山編』 |                                                                          |                                                                             | 出演：石原良純                                                                       |
| 52 | 3月29日 | 12:00 - 13:26 | 『高嶋ちさ子の!ザワつく!音楽会』                                      | 「高嶋ちさ子のザワつく!音楽会2024」約8カ月間の集大成…千秋楽全部見せます! |                                                                             | 出演：高嶋ちさ子、石原良純、高橋茂雄（サバンナ）、高橋克典、中山秀征、亜希、柳沢慎吾 |
| 53 | 4月11日 | 18:50 - 20:00 | 『ザワつく!路線バスで寄り道の旅』※第19弾                              | 超貴重!大使館&日本銀行の中へ潜入!                                        | ウエンツ瑛士、藤原紀香、平愛梨                                              | 出演：長嶋一茂、高橋茂雄（サバンナ）                                                 |
| 54 | 5月2日  | 20:10 - 21:54 | 『石原良純のニッポン飛んで見た』                                      | 橋本環奈とヘリコプターで箱根を目指す!                                    | 橋本環奈                                                                    | 出演：石原良純                                                                       |
| 55 | 6月3日  | 20:10 - 21:00 | 『石原良純のニッポン飛んで見た』                                      | ヘリで小泉孝太郎と地元・横須賀へ                                         | ロケゲスト：小泉孝太郎 スタジオゲスト：浮所飛貴（ACEes）、那須雄登（ACEes） | MC：石原良純 スタジオ進行：弘中綾香（テレビ朝日アナウンサー）                        |
| 56 | 7月4日  | 18:50 - 20:00 | 『ザワつく!路線バスで寄り道の旅』※第20弾                              | 最新高輪ゲートウェイ&羽田空港特別エリア                                  | 井森美幸、ウエンツ瑛士、宮川大輔                                            | 出演：長嶋一茂、高橋茂雄（サバンナ）                                                 |
| 57 | 7月11日 | 20:10 - 21:54 | 『高嶋ちさ子の!ザワつく!音楽会』                                      | 高嶋ちさ子が重大発表&豪華アーティストとのコラボも!                       | 平原綾香、一青窈                                                            | 出演：高嶋ちさ子、石原良純、高橋茂雄（サバンナ）、高橋克典、中山秀征、柳沢慎吾、亜希 |

### レギュラー (ザワつく!一茂良純時々ちさ子の会)
| 回 | 放送日   | 議題                                                                                   | ゲスト   | 備考                                                                       |
| -- | -------- | -------------------------------------------------------------------------------------- | -------- | -------------------------------------------------------------------------- |
| 1  | 10月11日 | “事故多発地点”を考える                                                                 | なし     |                                                                            |
| 2  | 10月18日 | “卵かけご飯”を考える、“大谷翔平の肘”を考える                                           | なし     |                                                                            |
| 3  | 10月25日 | “マイクロプラスチック”を考える、“暗闇”を考える                                         | なし     |                                                                            |
| 4  | 11月8日  | “放送しきれなかった”ザワつく発言を大公開!                                              | なし     | 前述11月2日放送の特番での未公開シーンを放送。                              |
| 5  | 11月15日 | “ガングロ消滅”を考える、“東京五輪ボランティア”を考える                                 | なし     |                                                                            |
| 6  | 11月22日 | “有名漫画の舞台“鎌倉”の外国人観光客”を考える、“人気観光地“沖縄”の外国人観光客”を考える | なし     |                                                                            |
| 7  | 11月29日 | “スマホ依存”を考える、“褒める”を考える                                                 | なし     |                                                                            |
| 8  | 12月6日  | 花田虎上が登場!“ザワつく”トークが炸裂!?                                                | 花田虎上 |                                                                            |
| 9  | 12月13日 | “新幹線の乗車マナー”について白熱議論!、特別ゲストでIKKOが参戦!                         | IKKO     | 盛り上がりすぎて、オープニングトークだけで1週分終了。急遽2週連続となった。 |
| 10 | 12月20日 | “平成の男らしさ”を考える、新企画“あんこVS抹茶”                                         | IKKO     |                                                                            |

| 回 | 放送日  | 議題                                                                      | ゲスト   | 備考               |
| -- | ------- | ------------------------------------------------------------------------- | -------- | ------------------ |
| 11 | 1月10日 | 2018年の“けしからん”出来事をぶった斬る!、手に負えなかった“事件”ランキング | なし     |                    |
| 12 | 1月17日 | “国際ロマンス詐欺”を考える、“成人式”をぶった斬り                          | なし     |                    |
| 13 | 1月24日 | “ビールの売り子さん”を考える、花田虎上の絶品“差し入れ”                    | 花田虎上 |                    |
| 14 | 1月31日 | “富士山を荒らす迷惑外国人”を考える                                        | なし     |                    |
| 15 | 2月7日  | “ドライブレコーダー”を考える                                              | なし     |                    |
| 16 | 2月14日 | 箕輪厚介が登場!“ご近所トラブル危険度”をチェック                           | 箕輪厚介 |                    |
| 17 | 2月21日 | 袴田吉彦が登場!新企画“ザワつく!人生相談”                                  | 袴田吉彦 |                    |
| 18 | 2月28日 | 俺のそもそも総研“俺の肉”                                                  | 野口健   |                    |
| 19 | 3月7日  | “動ける僧侶”を考える                                                      | 箕輪厚介 |                    |
| 20 | 3月14日 | 俺のそもそも総研“俺のデザート”                                            | 池田美優 |                    |
| 21 | 3月21日 | “ザワつく!激論”を振り返る                                                 | なし     | この回まで30分枠。 |

### レギュラー（ザワつく!金曜日）

#### 金曜ゴールデンタイム第1期（2019年4月12日〜9月6日）
| 回 | 放送日  | 議題 | ゲスト             | 備考                                                                         |
| -- | ------- | --- | ------------------ | ---------------------------------------------------------------------------- |
| 1  | 4月12日 | “しゃべるペット”を考える、“あっという間に売り切れグルメ”を考える、番組テーマ曲の制作現場に密着!                                                                    |                    | 前座番組『2019年世界フィギュアスケート国別対抗戦』中継との接続はステブレレス |
| 2  | 4月19日 | “週末海外”を考える、俺のそもそも総研“俺のカラダ” | 羽鳥慎一           |                                                                              |
| 3  | 4月26日 | “激売れ調味料”を考える、“最新医療”を考える |                    |                                                                              |
| 4  | 5月10日 | “正しい怒り方”を考える、俺のそもそも総研“俺の休日”、“行列のできる中古タイヤ店”を考える                                                                             | 玉川徹、IKKO       |                                                                              |
| 5  | 5月17日 | “しみ抜き”を考える、“空き室問題&キャラ立ち大家”を考える、“リレーアタック&コードグラバー”を考える                                                                   |                    |                                                                              |
| 6  | 5月31日 | “危険運転&危険な交差点”を考える、“タイ人観光客”を考える、“極狭物件”を考える、“1人でご飯を食べたくない”を考える、“電話しない若者”を考える                           |                    |                                                                              |
| 7  | 6月7日  | “ローカル交通違反”を考える、“名もなき家事”を考える、ザワつく!トピックス                                                                                            |                    |                                                                              |
| 8  | 6月14日 | 世界を“ザワつかせる”映像、“進化する最新詐欺”を考える、“外国人観光客の忘れ物”を考える、“バイトテロコンサル”を考える                                                 | 尾木直樹、花田虎上 |                                                                              |
| 9  | 6月21日 | 迷惑動画、“ゼロ磁場”を考える、“プチ整形”を考える、“墓の墓場”を考える                                                                                               |                    |                                                                              |
| 10 | 6月28日 | 『日本全国 迷惑な奴らをぶった斬り&高齢者ドライバー問題で大激論怒りの2時間スペシャル!!』 不適切動画、悪質密漁、パパラッチ、危険運転、高齢者ドライバー問題、転売ヤー | IKKO               | 2時間スペシャル（20:00 - 21:48）                                             |
| 11 | 7月19日 | 動物捕獲、スマホ決済、鎌倉の食べ歩き問題、食パンを愛する人々 | 木南晴夏           | 30分繰り下げ（21:27 - 22:24）                                                |
| 12 | 8月2日  | 水辺の危機一髪、返品モンスター、通訳不足、防犯カメラ、応援歌 | 玉川徹             |                                                                              |
| 13 | 8月9日  | 世界のザワつく!映像、天気予報、ちさ子密着 |                    |                                                                              |
| 14 | 8月23日 | 世界のザワつく!映像、ココが変デス日本人、酒蔵ツアー | 立川志らく         |                                                                              |
| 15 | 8月30日 | 世界のザワつく!映像、マダムキラー、理容室減少問題、キャンピングカー、婆ちゃんコント                                                                                | 立川志らく、IKKO   |                                                                              |
| 16 | 9月6日  | 世界のザワつく!映像、コンビニ迷惑客、ストレス発散、日本人のマナー                                                                                                  | 立川志らく         | この回まで21時台(20:57 - 21:54)の放送。                                      |

#### 金曜ゴールデンタイム第2期（2019年10月4日〜）

##### 2019年
| 回 | 放送日   | 議題 | ゲスト | 備考                                                                  |
| -- | -------- | --- | ------ | --------------------------------------------------------------------- |
| 17 | 10月4日  | 『日本全国迷惑なヤツらをぶった斬れ 3時間スペシャル!!』 世界のザワつく!映像、ザワつく!富士山密着24時、人気観光地・鎌倉の迷惑試食、爆競り日本人、ザワつく!空港税関24時、ザワつく!スズメバチハンター24時 |        | この回から19時台の放送。 お引越し初回3時間スペシャル（19:00 - 21:48） |
| 18 | 10月25日 | 世界のザワつく!映像、ココが変デス日本人、スズメバチハンター、沖縄路上寝問題、素晴らしきサービス食堂                                                                                                   |        |                                                                       |
| 19 | 11月1日  | 『怒りまくり!吠えまくり!30分拡大スペシャル!!』 世界のザワつく!映像、ザワつく!中澤卓也24時、ザワつく!スズメバチハンター24時、東京五輪マラソンを考える、ザワつく!宮古島24時、素晴らしきサービス食堂     |        | 30分拡大スペシャル（19:00 - 20:30）                                   |
| 20 | 11月8日  | 世界のザワつく!映像、ラグビー迷惑外国人、クレジットカードの思わぬ落とし穴!?、素晴らしきサービス食堂                                                                                                   |        |                                                                       |
| 21 | 11月15日 | 『“ザワつく”発言連発!?30分拡大スペシャル!』 世界のザワつく!映像、白タク問題、マダムキラー、宮古島サメハンター24時、ココが変デス日本人                                                                 |        | 30分拡大スペシャル（19:00 - 20:30）                                   |
| 22 | 11月22日 | 世界のザワつく!映像、ココが変デス日本人、外国人寿司店、消えゆく職人技、アーバンイノシシ、サービス食堂 中華大吉                                                                                        |        |                                                                       |
| 23 | 11月29日 | 世界のザワつく!映像、スズメバチハンター、サービス食堂、ココが変デス日本人 |        |                                                                       |
| 24 | 12月6日  | 世界のザワつく!映像、質屋・ブランド買取、マダムキラー |        |                                                                       |
| 25 | 12月13日 | 世界のザワつく!映像、迷惑問題、中古重機オークション、岐阜モーニング戦争、サービス食堂 |        |                                                                       |

##### 2020年
| 回 | 放送日   | 議題 | ゲスト                                       | 備考                                                                                                  |
| -- | -------- | --- | -------------------------------------------- | --- |
| 26 | 1月24日  | 世界のザワつく!映像、詰め放題、マジックメタル、不適切動画、サービス食堂                                                                                               | 羽鳥慎一、玉川徹                             | |
| 27 | 1月31日  | 世界のザワつく!映像、素晴らしきサービス食堂、舞妓パパラッチ、熟成コーヒー、ココが変デス日本人                                                                         | 羽鳥慎一、玉川徹                             | |
| 28 | 2月7日   | 世界のザワつく!映像、刺繍職人、片付けられない人、マダムキラー、どんど焼き                                                                                             |                                              | |
| 29 | 2月14日  | 世界のザワつく!映像、錦鯉ブーム、鍵開け職人、子供のスマホ、素晴らしきサービス食堂                                                                                     | 高橋克典                                     | |
| 30 | 2月21日  | 『衝撃の伝統行事に密着!合体3時間SP!』 世界のザワつく!映像、ブランド買取、魔の終着駅、道祖神祭り、むこ投げ                                                             | 花田虎上                                     | 30分拡大スペシャル（19:00 - 20:30）                                                                   |
| 31 | 2月28日  | 世界のザワつく!映像、はだか祭り、逆さ文字、一茂サイン募集企画 |                                              | |
| 32 | 3月6日   | ザワつく!映像ニュース、巨大お好み焼き、ガムテープ看板、ゴルフボールダイバー、一茂サイン、サービス食堂                                                                 |                                              | |
| 33 | 3月13日  | ザワつく!映像ニュース、スゴ技アート、24時間理容室、車の運転、サービス食堂、サウナ王、野村監督                                                                         |                                              | |
| 34 | 3月27日  | 『100年後に残したい“日本のスゴい”3時間SP!』 職人技、神業、早ワザ、液体ガラス、ダチョウ抗体マスク、歩道橋架け換え、山形の寿司王、ノドグロ漁                            |                                              | 3時間スペシャル（19:00 - 21:48）                                                                      |
| 35 | 4月10日  | ザワつく!映像ニュース、巨大スーパー、一茂&ちさ子ロケ |                                              | |
| 36 | 4月17日  | ザワつく!映像ニュース、日本の技術力、激安家具店、サバ缶、手書き看板職人、在宅オーケストラ                                                                             |                                              | |
| 37 | 4月24日  | ザワつく!映像ニュース、一茂サイン、終の住処、しみ抜き職人、在宅オーケストラ                                                                                           |                                              | |
| 38 | 5月1日   | ザワつく!映像ニュース、一茂サイン、足立区の激安王、ティモンディ、刺繍職人、在宅オーケストラ                                                                           | 花田虎上、ティモンディ                       | |
| 39 | 5月8日   | ザワつく!映像ニュース、一茂&良純&ちさ子 マル秘映像、ガムテープ看板職人、在宅オーケストラ                                                                              |                                              | |
| 40 | 5月15日  | ザワつく!映像ニュース、思い出の映画、ルーキー時代の恩師、逆さ文字職人、在宅オーケストラ                                                                               |                                              | |
| 41 | 5月22日  | ザワつく!映像ニュース、懐かしCM集、ニホンミツバチの“熱殺蜂球”&スズメバチハンター、噴泉掃除職人                                                                        |                                              | |
| 42 | 5月29日  | ザワつく!映像ニュース、懐かしCM集、スポーツ名場面集、熟成コーヒー職人                                                                                                 | 松本薫                                       | |
| 43 | 6月5日   | ザワつく!映像ニュース、ステイホーム動画、牧瀬里穂、甲子園中止、西部警察                                                                                               | 牧瀬里穂                                     | |
| 44 | 6月12日  | ザワつく!映像ニュース、あのお店は今、スポーツ名場面集、スター㊙映像、こだわりスイーツ                                                                                 | 瀬古利彦                                     | |
| 45 | 6月19日  | ザワつく!映像ニュース、安倍総理&小泉夫妻モノマネ、あのお店は今、いちごパフェ職人                                                                                      | 佐竹正史（ビスケッティ）、信濃岳夫、金原早苗 | |
| 46 | 6月26日  | ザワつく!映像ニュース、あのお店は今、日本のエンターテインメント、広瀬香美、日本の職人技                                                                               | いっこく堂、蛯名健一、広瀬香美               | |
| 47 | 7月3日   | ザワつく!映像ニュース、埼玉海鮮丼戦争、幻のとうもろこし、井上小公造、無観客試合                                                                                       | 井上小公造                                   | |
| 48 | 7月10日  | ザワつく!映像ニュース、鬼滅の刃、あのお店は今、みりん、一茂サイン、日本の職人技                                                                                       |                                              | |
| 49 | 7月17日  | ザワつく!映像ニュース、ご当地ポテトチップスNo.1決定戦、スズメバチハンター、日本の職人技                                                                               |                                              | |
| 50 | 7月31日  | 『ヴァイオリニスト・高嶋ちさ子VS猛毒・スズメバチSP!』 ザワつく!映像ニュース、サービス食堂、幻の食材、カルガモ、スズメバチハンター、ちさ子VSスズメバチ、鬼越トマホーク | 佐竹正史（ビスケッティ）、鬼越トマホーク     | 2時間スペシャル（18:45 - 20:42） 『ザワつく!金曜日×マツコ&有吉 かりそめ天国 合体3時間SP』として放送。 |
| 51 | 8月14日  | ザワつく!映像ニュース、イカスミポテトチップス、TanBA、巨大スイーツ、巨大スーパー                                                                                      | TanBA、佐竹正史（ビスケッティ）              | |
| 52 | 8月21日  | ザワつく!映像ニュース、ご当地ポテトチップスNo.1決定戦、夏休みフルーツ食べまくりSP                                                                                     |                                              | |
| 53 | 8月28日  | ザワつく!映像ニュース、実演販売、白A、なすなかにし、サービス食堂 | レジェンド松下、白A、なすなかにし            | |
| 54 | 9月4日   | ザワつく!映像ニュース、モテモテ鹿、山梨の桃、イカスミポテトチップス、ブラック校則                                                                                     |                                              | |
| 55 | 9月11日  | ザワつく!映像ニュース、サービス食堂、第3回ご当地ポテトチップスNo.1決定戦、仮想現実VR、中古重機オークション                                                            |                                              | |
| 56 | 9月18日  | ザワつく!映像ニュース、サービス食堂、思い出の名曲、高橋克典&井上小公造、が〜まるちょば、コンサート                                                                    | 高橋克典、井上小公造、が〜まるちょば         | この回まで全局19:00開始。                                                                             |
| 57 | 10月9日  | ザワつく!映像ニュース、エンドミル、ザワつく!工場クイズ、銚子電鉄、唐沢寿明&井上小公造、一茂サイン                                                                     | 唐沢寿明、井上小公造                         | この回から一部地域を除き18:45開始。                                                                   |
| 58 | 10月16日 | ザワつく!映像ニュース、サービス食堂、ザワつく!工場クイズ、幻の栗、KiLa、伊勢海老漁                                                                                    | KiLa                                         | |
| 59 | 10月23日 | ザワつく!映像ニュース、子牛の盗難、ザワつく!工場クイズ、銚子電鉄、第1回ご当地カップ麺No.1決定戦、サービス食堂                                                         |                                              | |
| 60 | 10月30日 | ザワつく!映像ニュース、ヤシの木、ザワつく!工場クイズ、ハイミラン、イカスミポテトチップス、宮崎の餃子、湯河原ロケ                                                      |                                              | |
| 61 | 11月6日  | ザワつく!映像ニュース、透明トイレ、ザワつく!工場クイズ、イカスミポテトチップス、シンデレラ太秋、銚子電鉄、トンネル切削ドリル                                          |                                              | |
| 62 | 11月13日 | ザワつく!映像ニュース、空き家問題、ザワつく!工場クイズ、イカスミポテトチップス、うなぎ専門店、第2回ご当地カップ麺No.1決定戦、丹波栗、一茂&フグ屋さん                  |                                              | |
| 63 | 11月20日 | ザワつく!映像ニュース、ウエディングフォト、ザワつく!工場クイズ、離島の高級お寿司屋さん、第4回ご当地ポテトチップスNo.1決定戦、松葉ガニ漁                               |                                              | |
| 64 | 11月27日 | ザワつく!映像ニュース、材木店のお弁当、ザワつく!工場クイズ、市川猿之助&井上小公造、ちさ子VSスズメバチ第2弾、寒ブリ漁                                                  | 市川猿之助、井上小公造                       | |
| 65 | 12月4日  | ものまねタレント、色鉛筆画、ザワつく!工場クイズ、マジックファイバー、第1回ご当地プリンNo.1決定戦、一茂㊙エピソード                                                    |                                              | |
| 66 | 12月11日 | 懐かしおもちゃ、ブルドック、ザワつく!工場クイズ、ザワつく!社会科見学、餃子×牛乳、見島牛、質屋・ブランド買取                                                           | 来栖けい                                     | |

##### 2021年
| 回  | 放送日   | 議題 | ゲスト                                               | 備考 |
| --- | -------- | --- | ---------------------------------------------------- | --- |
| 67  | 1月15日  | 水循環システム、ザワつく!工場クイズ、ダーリンの進化論、噴泉掃除、一茂サイン、マヂカルラブリー                                    | マヂカルラブリー                                     | |
| 68  | 1月22日  | なすなかにし、ザワつく!工場クイズ、KiLa、一茂㊙エピソード                                                                        | なすなかにし、羽鳥慎一、玉川徹、KiLa                 | |
| 69  | 1月29日  | 絶品食パン、ザワつく!工場クイズ、極小戦艦大和、長嶋家特製ローストポーク、煽り運転シミュレーター、学生寮                          |                                                      | |
| 70  | 2月5日   | 寝ろくろ職人、ザワつく!工場クイズ、第3回ご当地カップ麺No.1決定戦、富岳、ネイビーズアフロ                                         | 内田篤人、ネイビーズアフロ                           | |
| 71  | 2月12日  | 釣りあじ食堂、ザワつく!工場クイズ、ひと手間お菓子、ボロいい温泉                                                                  |                                                      | |
| 72  | 2月26日  | コンニャク製模擬臓器、ザワつく!工場クイズ、絶品イチゴ、槙原寛己                                                                  | 槙原寛己                                             | |
| 73  | 3月5日   | 槙原寛己、ザワつく!工場クイズ、第4回ご当地カップ麺No.1決定戦、尾上松也＆井上小公造                                               | 槙原寛己、尾上松也、井上小公造                       | |
| 74  | 3月12日  | 成瀬ギョーザ、ザワつく!工場クイズ、富士山を撮り続ける人、ザワつく!辛口品評会、手書き看板職人                                     |                                                      | |
| 75  | 3月19日  | 錯視、ザワつく!工場クイズ、ホットサンドグルメ、第1回ご当地唐揚げNo.1決定戦、一茂㊙エピソード                                     | 尾上松也                                             | |
| 76  | 3月26日  | 『相葉くんとマナブ!日本はスゴいぞSP!』 ザワつく!工場クイズ、ザワつく!釜-1グランプリ                                              | 相葉雅紀、澤部佑（ハライチ）、小峠英二（バイきんぐ） | 2時間スペシャル（18:45 - 20:54） 『相葉マナブ』とのコラボ特番。 『釜-1グランプリ』では、神奈月がナレーションを担当した。 |
| 77  | 4月2日   | シズルボード、ザワつく!工場クイズ、ミニチュア職人、白物家電                                                                      | 相葉雅紀、澤部佑（ハライチ）、市川義一（女と男）     | |
| 78  | 4月16日  | ピーナッツバター、ザワつく!工場クイズ、森泉＆井上小公造、オススメ文房具                                                          | 森泉、井上小公造、菅未里                             | 全局19:54終了。 |
| 79  | 4月23日  | ハイブリッドアイス、ザワつく!工場クイズ、ウルトラファインバブル、最新家電、話題の文房具(2)                                       | 井上小公造、菅未里                                   | |
| 80  | 4月30日  | ザワつく!工場クイズ、賞味期限グルメ、お天気ストレッチ                                                                            | 片岡信和、玉川徹                                     | |
| 81  | 5月7日   | ミニチュア料理、ザワつく!工場クイズ、KiLa(3)、映えるマシン                                                                       | KiLa                                                 | |
| 82  | 5月14日  | ボロいい温泉(2)、ザワつく!工場クイズ、ばかうけ、滝沢カレン、ハワイ最新情報                                                       | 滝沢カレン                                           | |
| 83  | 5月21日  | ボロいい温泉(3)、ザワつく!工場クイズ、フルーツ研究家、チェロ聴き分け、長嶋家特製筑前煮、秋田の缶詰文化                           | 古川展生                                             | |
| 84  | 5月28日  | 将軍体験、ザワつく!工場クイズ、とんまさ、松本幸四郎＆井上小公造                                                                  | 松本幸四郎、井上小公造                               | |
| 85  | 6月4日   | 落書き消し、ザワつく!工場クイズ、肉汁グルメ選手権、話題の文房具(3)                                                               | 松本幸四郎、菅未里                                   | |
| 86  | 6月11日  | 『くりぃむしちゅー・有田哲平が“ザワつく!”に物申すSP!』                                                                           | 有田哲平（くりぃむしちゅー）                         | |
| 87  | 6月18日  | 魚活ボックス、ザワつく!工場クイズ、非常識王は誰だ!決定戦、自分のこと分かってます？選手権                                         | 有田哲平（くりぃむしちゅー）                         | |
| 88  | 6月25日  | 森泉＆井上小公造(2)、ザワつく!工場クイズ、肉汁ハンバーグ選手権、フルーツソルベ、ATM跡地                                          | 森泉、井上小公造                                     | |
| 89  | 7月2日   | 熱海のラーメン店、ザワつく!工場クイズ、最新家電(2)、ザワつく!金曜日コンサート、畠山愛理                                          | 畠山愛理、井上小公造                                 | |
| 90  | 7月9日   | ニンニクの町、ザワつく!工場クイズ、ご当地カップ麺No.1決定戦 夏の特別編、ザワつく!金曜日コンサート(2)                             |                                                      | |
| 91  | 7月30日  | ザワつく!金曜日コンサート(3)、ザワつく!工場クイズ、東洋水産、一茂サイン、豪華な社食                                              |                                                      | |
| 92  | 8月13日  | お嫁さん募集のレストラン、ザワつく!工場クイズ、ミニロト、ばかうけ(2)、美人ライダー                                               |                                                      | |
| 93  | 8月27日  | 『沢口靖子&DAIGO…豪華ゲストが続々登場SP!』 DAIGO、ザワつく!工場クイズ、沢口靖子、話題の文房具(4)、沢口靖子&井上小公造            | 沢口靖子、DAIGO、菅未里、井上小公造                  | 35分拡大スペシャル（18:45 - 20:35）                                                                                      |
| 94  | 9月10日  | 最新家電(3)、ザワつく!工場クイズ、チーズケーキ、ぶどう、ザワつく!金曜日コンサート(4)                                             | 沢口靖子、DAIGO、井上小公造                          | |
| 95  | 9月17日  | DAIGO&井上小公造、ザワつく!工場クイズ、賞味期限グルメ(2)                                                                         | 屋鋪要、DAIGO、井上小公造                            | |
| 96  | 9月24日  | なぞなぞを出す蕎麦屋さん、ザワつく!工場クイズ、斎藤工、そこらへんの草グルメ、ナンデモヤ                                          | 斎藤工                                               | |
| 97  | 10月1日  | 隠れ過ぎている焼き鳥屋、ザワつく!工場クイズ、22年待ちのコロッケ、スーパー家電ドクター、ダチョウ博士の今                          |                                                      | 一部地域は19:00、または19:04開始。 全局20:00終了、ステブレレスで「特別編『地球バカ一代』」（前述）開始。                 |
| 98  | 10月8日  | 最近ハマっていること、ザワつく!工場クイズ、山奥のパン屋さん、ザワつく!金曜日コンサート(5)                                        |                                                      | この回から18:50放送開始。 全局19:54終了。                                                                                |
| 99  | 10月29日 | 相葉雅紀&小峠英二参戦、ザワつく!工場クイズ、フィナンシェ、ザワつく!金曜日コンサート(6)、新体操                                   | 相葉雅紀、小峠英二（バイきんぐ）                     | |
| 100 | 11月5日  | 最近の変わった事、ザワつく!工場クイズ、酷道を走るバス、そば打ち、ザワつく!金曜日コンサート(7)                                    |                                                      | |
| 101 | 11月12日 | 最近褒められた事、ザワつく!工場クイズ、テストの珍回答、ザワつく!金曜日コンサート(8)、元会社員の作曲家                            |                                                      | |
| 102 | 11月19日 | 最近変化した事、ザワつく!工場クイズ、おばあちゃんが作るチーズケーキ、ザワつく!金曜日コンサート(9)、クイズ!この人は何者？         |                                                      | 一部日本武道館より生中継。                                                                                               |
| 103 | 11月26日 | 『30分拡大して全部見せちゃいますSP!』 焼肉店での出来事、ザワつく!工場クイズ、お寺の掲示板、おはぎ、ザワつく!金曜日コンサート(10) |                                                      | 30分拡大スペシャル（18:50 - 20:30）                                                                                      |
| 104 | 12月3日  | 新庄剛志、ザワつく!工場クイズ、ドラえもん似の店員さん、ザワつく!ドラフト会議、東北議事録センター                                 |                                                      | |
| 105 | 12月10日 | 最近褒められた事(2)、ザワつく!工場クイズ、メルティケーキ、みっくすジュースプリン、無断欠勤OKの会社                               |                                                      | |

##### 2022年
| 回  | 放送日   | 議題 | ゲスト                                                                 | 備考                                                                                  |
| --- | -------- | --- | ---------------------------------------------------------------------- | ------------------------------------------------------------------------------------- |
| 106 | 1月14日  | 新年の抱負、ザワつく!工場クイズ、クリスマスツリー作り、長嶋家特製クリスマスケーキ、モーニングショー密着                                                                  | 羽鳥慎一、玉川徹                                                       |                                                                                       |
| 107 | 1月21日  | 還暦を迎えた良純、ザワつく!工場クイズ、インスタント袋麺アレンジNo.1決定戦、立体看板                                                                                      | 別府ともひこ（エイトブリッジ）、桂ぽんぽ娘、アビコタツヤ（アンコウズ） |                                                                                       |
| 108 | 1月28日  | ナルシストと思う時、ザワつく!工場クイズ、うずら専門店、ロールケーキ、フルーツサンド                                                                                      |                                                                        |                                                                                       |
| 109 | 2月4日   | バレンタインの思い出、ザワつく!工場クイズ、ビスキュイサンド、追悼・石原慎太郎さん                                                                                        |                                                                        |                                                                                       |
| 110 | 2月18日  | バレンタインの思い出(2)、ザワつく!工場クイズ、プリン、武道館少女ドッキリ企画                                                                                             |                                                                        |                                                                                       |
| 111 | 2月25日  | 最近失敗した事、ザワつく!工場クイズ、餃子、平野歩夢 |                                                                        |                                                                                       |
| 112 | 3月4日   | 最近失敗した事(2)、ザワつく!工場クイズ、あのお店は今、祝!良純還暦、説明が長いカフェ、長田工務店                                                                          |                                                                        |                                                                                       |
| 113 | 3月11日  | 卒業式の思い出、ザワつく!工場クイズ、おでんアレンジNo.1決定戦 | 村上知子（森三中）、桂ぽんぽ娘、アビコタツヤ（アンコウズ）             |                                                                                       |
| 114 | 3月18日  | 卒業式の思い出(2)、ザワつく!工場クイズ、声を学習するAI、井上小公造&子小公造、北の大地の水族館                                                                            |                                                                        |                                                                                       |
| 115 | 4月8日   | 入学式の思い出、ザワつく!工場クイズ、立体切り絵職人、餃子(2)、防水靴下                                                                                                   |                                                                        |                                                                                       |
| 116 | 4月15日  | 学校行事、ザワつく!工場クイズ、オーダーメイドパフェ、絶メシ食堂 |                                                                        |                                                                                       |
| 117 | 4月22日  | 最近怒られた事、ザワつく!工場クイズ、翻訳マスク、みたらし団子、ケアるが整骨院                                                                                            |                                                                        |                                                                                       |
| 118 | 4月29日  | 友人の変化、ザワつく!工場クイズ、藤枝慎治さんの今、阿蘇プラザホテル、選手時代の苦い思い出                                                                                |                                                                        |                                                                                       |
| 119 | 5月6日   | GWの思い出、ザワつく!工場クイズ、まるい食堂、そば打ち(2) | 槙原寛己                                                               |                                                                                       |
| 120 | 5月13日  | GWの思い出(2)、ザワつく!工場クイズ、豆腐アレンジNo.1決定戦、思いがけない出来事                                                                                           | 馬場裕之（ロバート）、アビコタツヤ（アンコウズ）、桂ぽんぽ娘           |                                                                                       |
| 121 | 5月20日  | 長嶋家の一大事、ザワつく!工場クイズ、祝!良純還暦(2)、いなり寿司、そば処 福六十                                                                                           |                                                                        |                                                                                       |
| 122 | 5月27日  | 喋る家電製品、ザワつく!工場クイズ、チーズケーキ横井、絵日記を描き続ける男性                                                                                              |                                                                        |                                                                                       |
| 123 | 6月3日   | 謝りたい人、ザワつく!工場クイズ、大江ノ郷パンケーキ、関西シウマイ弁当 |                                                                        |                                                                                       |
| 124 | 6月10日  | 貯金して買ったもの、ザワつく!工場クイズ、おやつやみみ、元警察官の似顔絵師、最近の悩み事                                                                                  |                                                                        |                                                                                       |
| 125 | 6月17日  | 最近の運動事情、ザワつく!工場クイズ、わらび餅 | 槙原寛己                                                               |                                                                                       |
| 126 | 6月24日  | ちさ子父の米寿祝い、ザワつく!工場クイズ、ちさ子-1グランプリ | 原口あきまさ、みかん、キンタロー。、Mr.シャチホコ、金原早苗、神奈月    |                                                                                       |
| 127 | 7月1日   | 『新クイズ目白押しの拡大スペシャル!!』 舘ひろしさんとの食事会、ザワつく!工場クイズ、何が出来上がるかクイズ、穴の先には何があるかクイズ、リメイク料理クイズ、クリームパン | 馬場裕之（ロバート）                                                   | 30分拡大スペシャル（18:50 - 20:30）                                                   |
| 128 | 7月15日  | 夏休みの思い出、ザワつく!工場クイズ、レストラン キリン、ドラえもん似の店員さん(2)、慎太郎さんとの秘話                                                                    |                                                                        |                                                                                       |
| 129 | 7月22日  | 子どもの卒業式、ザワつく!工場クイズ、そうめんアレンジNo.1決定戦、父母からの教え                                                                                          | 馬場裕之（ロバート）、桂ぽんぽ娘、アビコタツヤ（アンコウズ）           | 当初は2022年7月8日に放送予定だった（前述）。                                          |
| 130 | 7月29日  | 夏休みの思い出(2)、ザワつく!工場クイズ、ザワつく!音楽会、そば打ち(3)、サバンナ八木の日記                                                                                 | 中山秀征、高橋克典、宮本和知、八木真澄（サバンナ）                     |                                                                                       |
| 131 | 8月5日   | 思い出の物、ザワつく!工場クイズ、あんみつ、竹内涼真に聞きたい事 | 竹内涼真                                                               |                                                                                       |
| 132 | 8月19日  | 印象的な出来事、ザワつく!工場クイズ、パンケーキ、龍興飯店 |                                                                        |                                                                                       |
| 133 | 8月26日  | 最近驚いた事、ザワつく!工場クイズ、ブランド買取、ザワつく!音楽会(2) | 高橋克典、中山秀征                                                     |                                                                                       |
| 134 | 9月2日   | 『ザワつく!富士山SP!!』 テニスにまつわるエピソード、ザワつく!工場クイズ、富士山24時                                                                                      |                                                                        | 2時間スペシャル（18:50 - 20:54）                                                      |
| 135 | 9月9日   | サバンナで始球式、ザワつく!工場クイズ、鯖の助、俺の馬場ちゃん | 馬場裕之（ロバート）                                                   |                                                                                       |
| 136 | 9月16日  | 夏休みの思い出(3)、ザワつく!工場クイズ、花いち、下関〜巌流島〜門司の旅、EQUIP成城                                                                                        | キンタロー。                                                           |                                                                                       |
| 137 | 9月30日  | 最近驚いた事(2)、ザワつく!工場クイズ、美容室MASAKICHi、ザワつく!音楽会(3)                                                                                                | 高橋克典、中山秀征                                                     | 全局19:54終了、ステブレレスで「『ザワつく!路線バスで寄り道の旅』第5弾」（前述）開始。 |
| 138 | 10月7日  | 長嶋家の一大事(2)、ザワつく!工場クイズ、長崎 雲仙楼、そば打ち(4)、子どもの門限                                                                                           | 山口もえ、槙原寛己、宮本和知                                           |                                                                                       |
| 139 | 10月14日 | 怒られた事、ザワつく!工場クイズ、HAKATAMIX、ザワつく!音楽会(4) | 高橋克典、中山秀征                                                     |                                                                                       |
| 140 | 10月21日 | 文化祭の思い出、ザワつく!工場クイズ、一茂の同級生、美筋ヨガ | 廣田なお                                                               |                                                                                       |
| 141 | 10月28日 | 差し入れ&お弁当、ザワつく!工場クイズ、パンケーキ(2) | 市川猿之助                                                             |                                                                                       |
| 142 | 11月4日  | 印象的な人、ザワつく!工場クイズ、1位を当てちゃダメ!、良純危機一発 |                                                                        |                                                                                       |
| 143 | 11月11日 | 最近の出来事、ザワつく!工場クイズ、ミニロト(2)、ドラえもん似の店員さん(3)、憧れの人                                                                                      |                                                                        |                                                                                       |
| 144 | 11月18日 | 緊張した人、ザワつく!工場クイズ、1位を当てちゃダメ!(2)、ザワつく!音楽会(5)、夢を語れ                                                                                     | 高橋克典、中山秀征                                                     |                                                                                       |
| 145 | 11月25日 | 秋に食べる物、ザワつく!工場クイズ、歴史的メンチカツ、ザワつく!音楽会(6)、ヒレカツサンド                                                                                  | 内田篤人                                                               |                                                                                       |
| 146 | 12月2日  | 人から勧められた物、ザワつく!工場クイズ、1位を当てちゃダメ!(3)、珍しい名字                                                                                               |                                                                        |                                                                                       |
| 147 | 12月9日  | 『懐かしの昭和歌謡が続々!拡大SP!』 旅先でのサプライズ、ザワつく!工場クイズ、一茂&高橋の男2人旅、1位を当てちゃダメ!(4)                                                    |                                                                        | 30分拡大スペシャル（18:50 - 20:30）                                                   |

##### 2023年
| 回  | 放送日   | 議題 | ゲスト                           | 備考                                                                            |
| --- | -------- | --- | -------------------------------- | ------------------------------------------------------------------------------- |
| 148 | 1月13日  | 印象的な誕生日、ザワつく!工場クイズ、高橋の結婚秘話、原宿の母、ちんしゃん | 菅野鈴子                         |                                                                                 |
| 149 | 1月20日  | 挑戦したい事、ザワつく!工場クイズ、第6回ご当地カップ麺No.1決定戦 | 内田篤人                         | 全局19:54終了、ステブレレスで「『出川一茂ホラン☆フシギの会』2時間SP」開始。     |
| 150 | 1月27日  | 長嶋家の愛犬、1位を当てちゃダメ!(5)、しげぱん、大晦日SP未公開トーク | 武田鉄矢                         |                                                                                 |
| 151 | 2月3日   | 人生の最期、ザワつく!工場クイズ、アップルパイ、ハワイでの出来事 | 藤井フミヤ                       |                                                                                 |
| 152 | 2月10日  | バレンタイン、ザワつく!工場クイズ、1位を当てちゃダメ!(6)、ちさ子のハワイ旅行 |                                  |                                                                                 |
| 153 | 2月17日  | 動物と自然、たい焼き、勘違いで珍騒動 | 阿部サダヲ、上戸彩               |                                                                                 |
| 154 | 3月17日  | 祝!コラボSP優勝、1位を当てちゃダメ!(7)、石切鯛焼き 和ノ国 |                                  |                                                                                 |
| 155 | 3月31日  | 『新クイズ続々!超絶品グルメてんこ盛りの3時間SP!』 バレンタインの結果、ザワつく!工場クイズ、食品サンプルクイズ、食品イラストクイズ、誰と合成している?クイズ、ザワつく!究極の2択、1位を当てちゃダメ!(8)、絵描き対決 | 井ノ原快彦、羽田美智子           | 3時間スペシャル（18:50 - 21:48）                                                |
| 156 | 4月14日  | ハワイ旅行で珍騒動、文化湯、第7回ご当地カップ麺No.1決定戦 | 荒川静香、村上佳菜子             |                                                                                 |
| 157 | 4月21日  | 昔からの交友関係、ザワつく!工場クイズ、北新地 ひないや、WBCを終えて、麺屋がらきん |                                  |                                                                                 |
| 158 | 4月28日  | 新しい出会い、ザワつく!工場クイズ、牛丼VS親子丼、しげぱん(2) |                                  |                                                                                 |
| 159 | 5月5日   | 空港での見送り、ザワつく!工場クイズ、夷川餃子なかじま、ミートソースVSナポリタン、ちさ子の究極の2択 |                                  |                                                                                 |
| 160 | 5月12日  | 幼少時代の日記、食べ物イラストクイズ、3つまとめて当てましょう選手権、サンキュー耳鼻科クリニック |                                  |                                                                                 |
| 161 | 5月19日  | 先生との交流、ザワつく!工場クイズ、1位を当てちゃダメ!(9)、何でも硬くなるスプレー |                                  |                                                                                 |
| 162 | 5月26日  | ザワつく!5周年、ザワつく!工場クイズ、心をひとつに!選手権、佐藤商店 |                                  |                                                                                 |
| 163 | 6月2日   | 声を出すこと、ザワつく!工場クイズ、3つまとめて当てましょう選手権(2)、グリル プランセス |                                  |                                                                                 |
| 164 | 6月9日   | 後ろめたい事、バランスロック、焼きそばVSしょう油ラーメン、産地直送 フルベジポ |                                  |                                                                                 |
| 165 | 6月16日  | 父の日、ザワつく!工場クイズ、心をひとつに!選手権(2)、家族からのプレゼント |                                  |                                                                                 |
| 166 | 6月23日  | 慎太郎さんの愛車、ザワつく!工場クイズ、おはぎVSみたらし団子、らーめんチョンマゲ |                                  |                                                                                 |
| 167 | 6月30日  | 結婚式の思い出、1位を当てちゃダメ!(10) |                                  | 18:50 - 19:56放送、ステブレレスで「高嶋ちさ子の!ザワつく!音楽会」（前述）開始。 |
| 168 | 7月7日   | 記念日、ザワつく!工場クイズ、3つまとめて当てましょう選手権(3)、中華 東東 |                                  |                                                                                 |
| 169 | 7月14日  | 『松岡修造が初参戦!拡大SP』 ファミレスの思い出、松岡修造初参戦、工場クイズ&職業当てクイズ、心をひとつに!選手権(3)、超えられないものを超えられるのか選手権                                                         | 松岡修造                         | 30分拡大スペシャル（18:50 - 20:30）                                             |
| 170 | 7月21日  | 大切な宝物、ザワつく!工場クイズ、パンケーキVSフレンチトースト、ダム式万歳三唱 |                                  |                                                                                 |
| 171 | 7月28日  | 最近発見した事、ザワつく!工場クイズ、AIボイスチェンジャー、美筋ヨガ(2) | 廣田なお                         | 全局19:54終了。                                                                 |
| 172 | 8月11日  | 浴衣の思い出、ザワつく!工場クイズ、1位を当てちゃダメ!(11)、オーダースーツSADA |                                  |                                                                                 |
| 173 | 8月25日  | ゴルフ、ザワつく!工場クイズ、1位を当てちゃダメ!(12)、VSマネージャー | 相葉雅紀、小峠英二（バイきんぐ） |                                                                                 |
| 174 | 9月1日   | 夫婦喧嘩、1位を当てちゃダメ!(13) |                                  |                                                                                 |
| 175 | 9月8日   | BBQでの珍事、アツアツおにぎり職人、ハンバーグVSとんかつ |                                  |                                                                                 |
| 176 | 9月15日  | アウトレットでの買い物、ザワつく!工場クイズ、お茶の水 おりがみ会館、冷やし焼き芋、最近の遠出 |                                  |                                                                                 |
| 177 | 9月22日  | 兄弟の子育て、ザワつく!工場クイズ、心をひとつに!選手権(4) |                                  | 18:50 - 20:05放送、ステブレレスで「高嶋ちさ子の!ザワつく!音楽会」（前述）開始。 |
| 178 | 10月6日  | 寂しさを感じる事、日本の名曲クイズ、アオヤカンパーニュ、靴磨き職人 |                                  |                                                                                 |
| 179 | 10月20日 | 最近の悩み事、ザワつく!工場クイズ、中華そば文四郎、3つまとめて当てましょう選手権(4)、西の雅 常盤 |                                  |                                                                                 |
| 180 | 10月27日 | クイズの成績、日本の名曲クイズ、1位を当てちゃダメ(14) |                                  |                                                                                 |
| 181 | 11月3日  | 一同のゴルフ事情、職業クイズ&食品イラストクイズ、シュークリームVSモンブラン、老後について |                                  |                                                                                 |
| 182 | 11月10日 | あるなしクイズ&日本の名曲クイズ、本木雅弘参戦、究極のどっちなの?選手権、番組に言いたい事 | 本木雅弘                         |                                                                                 |
| 183 | 11月24日 | 今年やり残した事、あるなしクイズ&職業クイズ、1位を当てちゃダメ(15)、『笑う老人生活』 |                                  |                                                                                 |
| 184 | 12月1日  | 松任谷由実参戦、好きなユーミンソング、1位を当てちゃダメ(16) | 松任谷由実                       |                                                                                 |
| 185 | 12月8日  | 最近の変わった事、ザワつく!工場クイズ、チョコレートチーズケーキ、第8回ご当地カップ麺No.1決定戦 | 荒川静香、村上佳菜子             | 30分拡大スペシャル（18:50 - 20:30）                                             |

##### 2024年
| 回  | 放送日   | 議題 | ゲスト                               | 備考                                                                                      |
| --- | -------- | --- | ------------------------------------ | ----------------------------------------------------------------------------------------- |
| 186 | 1月12日  | 子供の受験、クイズ企画、1位を当てちゃダメ(17)、大晦日SP未公開シーン                                                                                    | なかやまきんに君、黒柳徹子、羽鳥慎一 |                                                                                           |
| 187 | 1月19日  | 久しぶりに会いたい人、クイズ企画、1位を当てましょ選手権、バナナボール、大晦日SP未公開シーン                                                            | 黒柳徹子、水谷豊、寺脇康文           | 全局20:00終了。                                                                           |
| 188 | 1月26日  | 一茂の誕生日、クイズ企画、何歳に戻りたい?、つぶあんVSこしあん                                                                                          |                                      | 18:50 - 19:58放送、ステブレレスで「高嶋ちさ子の!ザワつく!音楽会」（前述）開始。           |
| 189 | 2月2日   | 身から出たサビ、クイズ企画、クリーンレーザー、3つまとめて当てましょう選手権(5)、子供の受験(2)                                                          |                                      |                                                                                           |
| 190 | 2月9日   | 肉の日、クイズ企画、1位を当てちゃダメ(18)、感動した肉                                                                                                  |                                      |                                                                                           |
| 191 | 2月16日  | 一茂の受験話、クイズ企画、18時間待ちラーメン、Mステ初参戦                                                                                              |                                      |                                                                                           |
| 192 | 2月23日  | 最近驚いた事、クイズ企画、いちごパフェVSいちごショートケーキ                                                                                           |                                      | 全局19:54終了。                                                                           |
| 193 | 3月1日   | 一茂の卒業式、大谷翔平結婚、3つまとめて当てましょう選手権、良純&ちさ子の卒業式                                                                         | マギー審司                           |                                                                                           |
| 194 | 3月8日   | 藤枝慎治さんと再会、ザワつく!工場クイズ、1位を当てましょ選手権(2)、田進ゼミ、恩師について                                                              |                                      |                                                                                           |
| 195 | 3月15日  | 因縁のバレンタイン、クイズ企画、天才野球少年、エゾアムプリン                                                                                           |                                      | 全局20:00終了。                                                                           |
| 196 | 3月22日  | 『究極の2択&外国人観光客2大アンケート企画も!拡大SP』 新しい出会い、クイズ企画、いちごショートケーキVSチーズケーキ、外国人観光客2大アンケート企画       |                                      | 2時間スペシャル（18:50 - 20:54）                                                          |
| 197 | 4月5日   | 新年度の始まり、ザワつく!工場クイズ、I'm donut ?、ミルクコミック                                                                                       |                                      |                                                                                           |
| 198 | 4月19日  | 春休みの過ごし方、焼肉 味楽、1位を当てましょ選手権(3)、men'sマエダ                                                                                     |                                      |                                                                                           |
| 199 | 4月26日  | 春の別れ、クイズ企画、1位を当てちゃダメ(19)、GWの過ごし方                                                                                              |                                      |                                                                                           |
| 200 | 5月3日   | こどもの日、クイズ企画、牛丼VS天丼 |                                      | 18:50 - 19:58放送、ステブレレスで「ザワつく!金曜出張所 良純と○○の会」（前述）開始。       |
| 201 | 5月10日  | 母との約束、家族へのお土産、クイズ企画、1位を当てちゃダメ(20)、黄門そば                                                                                |                                      |                                                                                           |
| 202 | 5月24日  | 新入社員にアドバイス、差し入れクイズ、3つまとめて当てましょう選手権(7)                                                                                 | チョコレートプラネット               |                                                                                           |
| 203 | 5月31日  | 日韓W杯の思い出、差し入れクイズ、ランキング選手権、ギオンダックヌードル                                                                                | 石原さとみ                           |                                                                                           |
| 204 | 6月7日   | ハワイの不動産事情、クイズ企画、オムライスVSカルボナーラ、しなの珈琲店                                                                                 |                                      |                                                                                           |
| 205 | 6月14日  | 自宅の植物事情、クイズ企画、長嶋家&石原家の夕飯事情、3つまとめて当てましょう選手権(8)、グッディ                                                        |                                      |                                                                                           |
| 206 | 6月21日  | 話題の足つぼ師、oh my DOT シブヤ、レアチーズケーキVSベイクドチーズケーキ、フーフー飯店                                                                 |                                      |                                                                                           |
| 207 | 6月28日  | 譲れないこだわり、差し入れクイズ、3つまとめて当てましょう選手権(9)、喫茶 憩                                                                            | 沢口靖子                             |                                                                                           |
| 208 | 7月5日   | ちさ子主催コンサート、クイズ企画、ザ・ベスト10バスケット(1)、ぎょうざの焼吉                                                                            |                                      |                                                                                           |
| 209 | 7月12日  | 愛車の思い出、川柳クイズ、うな重VS海鮮丼、お気に入りのラーメン店                                                                                       |                                      |                                                                                           |
| 210 | 7月26日  | 生でも食べられる白いトウモロコシ、100円ショップの便利グッズ、ザワつく!工場クイズ、家族で営むお化け屋敷                                                 |                                      |                                                                                           |
| 211 | 8月2日   | ヒット商品ひらめきクイズ、中華料理 成都、ザワつく!工場クイズ、1位を当てちゃダメ(21)                                                                    |                                      |                                                                                           |
| 212 | 8月16日  | クイズ企画、一茂のアロハシャツ、かき氷VSソフトクリーム、ステーキハウス芦屋                                                                             |                                      |                                                                                           |
| 213 | 8月23日  | ちさ子母校へ帰る、好きな夏うたランキング |                                      | 18:50 - 20:05放送、ステブレレスで「高嶋ちさ子の!ザワつく!音楽会」（前述）開始。           |
| 214 | 8月30日  | ベジメータ、仲良し親子の有名人ランキング、3つまとめて当てましょう選手権(10)、飲みづらいヨーグルト                                                      |                                      |                                                                                           |
| 215 | 9月6日   | ちさ子の誕生日、金太郎バナナ、ちさ子への誕生日プレゼント、今年の抱負                                                                                   |                                      |                                                                                           |
| 216 | 9月13日  | 長嶋家の夫婦旅行、今夏の悲劇、目利き選手権、昭和のテレビ欄、女性ポーカープレーヤー                                                                     |                                      |                                                                                           |
| 217 | 9月20日  | 野球解説の仕事、キレイな有名人ママ、手を抜きたいちさ子、とんかつVSしょうが焼き                                                                         |                                      | 18:50 - 19:58放送、ステブレレスで「ザワつく!金曜出張所 良純と富士山の会」（前述）開始。   |
| 218 | 9月27日  | 石原家の夏休み、値段当てクイズ、100万円を当てるな選手権                                                                                                |                                      | 全局20:00終了。                                                                           |
| 219 | 10月4日  | 鹿児島で驚いた事、クイズ企画、昭和のあるあるTOP10、どっちが昔か選手権                                                                                  |                                      | 18:50 - 20:05放送、ステブレレスで「高嶋ちさ子の!ザワつく!音楽会」（前述）開始。           |
| 220 | 10月11日 | 人工関節の手術、ザワつく!HOW MUCH?、100万円を当てるな選手権                                                                                            |                                      |                                                                                           |
| 221 | 10月18日 | ハイテンションカメラマン、ズームアウトクイズ祭、1位を当てちゃダメ(22)、秋に聴きたい名曲                                                                |                                      |                                                                                           |
| 222 | 10月25日 | 野球解説の仕事(2)、1位を当てちゃダメ(23)、激狭な車庫                                                                                                   |                                      |                                                                                           |
| 223 | 11月1日  | AIうそにっき、年末年始の海外人気旅行先、メンチカツVSカニクリームコロッケ、60分キャンディ                                                               |                                      |                                                                                           |
| 224 | 11月8日  | ちさ子の目撃情報、ザワつく!HOW MUCH?、100万円を当てるな選手権、職業クイズ                                                                              |                                      |                                                                                           |
| 225 | 11月15日 | 留学中の愛娘、100円ショップの便利グッズ(2)、冬に食べたくなる物、道端の冷蔵庫                                                                           |                                      |                                                                                           |
| 226 | 11月29日 | 『一茂の股関節手術独占密着も!2時間SP』 最近の出来事、ザワつく!HOW MUCH?、激しすぎる打たせ湯、一茂の悩み事、一茂 人工股関節置換術に独占密着、昭和の名曲 |                                      | 2時間スペシャル（18:50 - 21:00）                                                          |
| 227 | 12月6日  | 米倉涼子参戦、究極のどっちなの選手権、お気に入りのシーン                                                                                               | 米倉涼子                             |                                                                                           |
| 228 | 12月13日 | 子供の運転、クイズ企画、焼き芋VSたい焼き、旅先での写真                                                                                                 |                                      |                                                                                           |
| 229 | 12月20日 | 旅行での出来事、ザワつく!HOW MUCH?、100万円を当てるな選手権、良純似の不動明王像                                                                        |                                      | 18:50 - 19:58放送、ステブレレスで「ザワつく!金曜出張所 良純と伊勢神宮の会」（前述）開始。 |

##### 2025年
| 回  | 放送日  | 議題                                                                                         | ゲスト             | 備考 |
| --- | ------- | -------------------------------------------------------------------------------------------- | ------------------ | --- |
| 230 | 1月24日 | 今年の目標、堤真一参戦、100万円を当てるな選手権、還暦になったら実感する事                    | 堤真一             | |
| 231 | 1月31日 | 成人式の前撮り、職業クイズ、ザワつく!HOW MUCH?、田んぼのイルミネーション                     |                    | |
| 232 | 2月7日  | 今年のバレンタイン、還暦祝い、真っ暗なラーメン店、1位を当てるな選手権、正月の出来事          |                    | |
| 233 | 2月14日 | 昔からの言い伝え、クイズ企画、冬に食べるおしるこVS冬に食べるアイス、懴悔を代行する寺         |                    | |
| 234 | 2月21日 | 写真対応、今知っておきたい特殊詐欺、ザワつく!HOW MUCH?、昭和の名曲クイズ                     | 早見優             | |
| 235 | 2月28日 | マネージャーとの喧嘩、ザワつく!HOW MUCH?、1位を当てるな選手権                                |                    | |
| 236 | 3月7日  | 北川景子参戦、究極のどっちなの?選手権、バレンタインの結果、子育ての悩み                      | 北川景子           | |
| 237 | 3月14日 | 謝りたい人、ホワイトデーにもらって嬉しかった物、ファミリーショップ はんがい                  |                    | |
| 238 | 3月21日 | 子供とのビデオ通話、100万円を当てるな選手権、どれを食べたいか選手権、昭和の名曲クイズ        |                    | |
| 239 | 3月28日 | 最近変わった事、クイズ企画、どんどん高くなる選手権                                           |                    | 18:50 - 20:10放送、ステブレレスで「ザワつく!金曜出張所 良純と世界遺産の会 家康ゆかりの日光＆富士山編」（前述）開始。 |
| 240 | 4月4日  | ユーミンのライブ、ザワつく!HOW MUCH?、ハンバーガーVSピザ                                     |                    | |
| 241 | 4月18日 | 高田純次と遭遇、究極のどっちなの?選手権、どっちが高いか?選手権、コンビニの中にあるラーメン店 | 荒川静香、髙橋大輔 | |
| 242 | 4月25日 | 若かりし頃の思い出、外国人観光客に人気のアクティビティ、ザワつく!HOW MUCH?、ちさ子の韓国旅行 |                    | |
| 243 | 5月2日  | 最近失敗した事、クイズ企画、どんどん高くなる選手権                                           |                    | 18:50 - 20:10放送、ステブレレスで「石原良純のニッポン飛んで見た」（前述）開始。                                      |
| 244 | 5月9日  | 思い出し笑い、クイズ企画、どれを食べたいか選手権、銀座 三よし                                |                    | |
| 245 | 5月16日 | 育児休暇、ズームアウトクイズ、どんどん高くなる選手権、中華 のんち                            |                    | |
| 246 | 5月23日 | 家事分担、クイズ企画、ビザ取り消し騒動、大福VSどら焼き                                       |                    | |
| 247 | 5月30日 | 本日の1枚、クイズ企画、どれを食べたいか選手権、良純似の鬼の像                                |                    | |
| 247 | 6月6日  | 本日の1枚、クイズ企画、どんどん高くなる選手権、名曲クイズ                                    |                    | |
| 248 | 6月13日 | 読売巨人軍OB、クイズ企画、1位を当てるな選手権、デジタル化に悩む一茂                          |                    | |
| 249 | 6月20日 | 衝撃的だった事、クイズ企画、日本全国ソフトクリーム祭、はるまき食堂凸凹                       |                    | |
| 250 | 6月27日 | 本日の1枚、クイズ企画、ザワつく!上半期おもしろ事件簿、アートなのり弁                         |                    | |
| 251 | 7月11日 | 夏に聴きたくなる曲、クイズ企画、本日の1枚、ソフトクリームVSシュークリーム                    |                    | 18:50 - 20:10放送、ステブレレスで「高嶋ちさ子の!ザワつく!音楽会」（前述）開始。                                      |
| 252 | 7月25日 | 本日の1枚、人だかりクイズ、どんどん高くなる選手権、うどん屋 基蔵                             |                    | |
| 253 | 8月1日  | 本日の1枚、詰め放題クイズ、どれを食べたいか選手権、ら すとらあだ                             |                    | |
| 254 | 8月8日  | キャッシュレス化、職業クイズ、日本全国かき氷祭、のぞみクリニック                             |                    | |
| 255 | 8月15日 | 本日の1枚、詰め放題チャレンジ&職業クイズ、すいかVSメロン、夏に聴きたくなる曲                 |                    | 18:50 - 20:10放送。                                                                                                  |

### 在宅オーケストラ
2019新型コロナウイルスの感染拡大による自粛生活を送る人たちへのメッセージとして、当番組出演者をはじめ高橋克典や山田姉妹などが参加して、テレワーク演奏で高嶋が作成した音楽動画を公開・放送していた。
- 2020年4月17日〜5月15日放送分 KANの「愛は勝つ」

## コラボレーション企画
山芳製菓とのコラボレーション
2020年9月4日放送分で、一茂が「今までで一番美味しかったポテトチップス」として、イカスミ味のポテトチップスを挙げ、調査の結果 山芳製菓が発売していた製品であることが判明した。その後、試験的に復刻版を作成したところ出演者から好評を博したことを受け、同年11月9日から一般発売が開始された。なお、イカスミポテトチップスの復刻は2014年に次ぐ2回目で、パッケージには番組ロゴも追加されている。
栗山米菓とのコラボレーション
2021年2月26日放送分の「ザワつく！工場クイズ」で栗山米菓で発売されている製品「ばかうけ」の製造過程を出題した際、これまで280種類以上の味を展開しているという話の中で3人が『過去に人気のなかった味を食べてみたい』と提案、同年3月12日放送分の「ザワつく！辛口品評会」で試食を行った。その中で3人が「ばかうけ」の新しい味を提案。同年5月14日放送分にて試作品を試食。その結果、「トリュフ味」と「金山寺味噌味」の商品化が決定、同年8月30日から一般発売が開始された。また、「スイカ味」についてもテレビ朝日の通販限定で発売されている。

### コラボ番組
前述の『相葉マナブ』とのコラボ特番の他に、同局の他番組にレギュラー陣が出演する特番などが放送されている。
徹子の部屋とのコラボ
2021年6月5日には『徹子の部屋』放送45周年を記念したゴールデン2時間特番「『徹子の部屋』45周年スペシャル〜徹子&明石家さんま&一茂良純ちさ子土曜の夜もザワつく会!!〜」に明石家さんまとともに、一茂・良純・高嶋がゲスト出演、黒柳徹子とトークを繰り広げた。
ザワつく!路線バスで寄り道の旅
特別番組『ザワつく!路線バスで寄り道の旅』シリーズは『路線バスで寄り道の旅』企画をザワつくメンバー、長嶋一茂と高橋茂雄（サバンナ）の二人をメインとし行ってる企画。
コラボしまくり!ザワつく金土日!
2023年2月24日・25日・26日には「コラボしまくり!ザワつく金土日!」と銘打って、3日間に渡ってテレ朝の8番組がクイズ番組・学び・旅バラエティといった趣向のコラボが行われた。
第1夜の2月24日（18：50-21：48）は『ザワつく!金曜日 ミラクル9 Qさま!! テレ朝人気クイズに全部出ちゃいますスペシャル』。キャッチコピーは「金曜は3時間ぶっとおしクイズの祭典!」。

『ザワつく!金曜日』、『くりぃむクイズ ミラクル9』、『クイズプレゼンバラエティー Qさま!!!』の3番組がコラボ。

各番組のMC＆レギュラー出演者たちがそれぞれの番組の名物クイズに挑戦した。番組対抗のチーム戦でぶつかっていく。
第2夜の2月25日（18：30-21：54）は『博士ちゃんVS池上彰 サンド愛菜と日本の今を考える3時間半SP』。キャッチコピーは「土曜は【博士ちゃんVS池上彰】」。

『サンドウィッチマン&芦田愛菜の博士ちゃん』と『池上彰のニュースそうだったのか!!』がコラボ。
第3夜の2月26日（19：00-21：55）は、『テレ朝人気旅全部集まっちゃいましたスペシャル ザワつく!路線バスの旅×帰れマンデー見っけ隊!!×じゅん散歩』。キャッチコピーは「日曜は…旅バラエティー大集合!」。

3つの旅バラエティー『ザワつく!路線バスの旅』、『帰れマンデー見っけ隊!!』、『じゅん散歩』が合体コラボ。

3番組それぞれのブロックに各番組の出演者が混じりながら出演した。

## ネット局

### ザワつく!一茂良純時々ちさ子の会
| 放送対象地域   | 放送局                       | 系列           | 放送日時                    | 放送開始日     | ネット状況 | 備考       |
| -------------- | ---------------------------- | -------------- | --------------------------- | -------------- | ---------- | ---------- |
| 関東広域圏     | テレビ朝日（EX）             | テレビ朝日系列 | 木曜（水曜深夜）0:20 - 0:50 | 2018年10月11日 | 【制作局】 | 【制作局】 |
| 青森県         | 青森朝日放送（ABA）          | テレビ朝日系列 | 木曜（水曜深夜）0:20 - 0:50 | 2018年10月11日 | 同時ネット |            |
| 岩手県         | 岩手朝日テレビ（IAT）        | テレビ朝日系列 | 木曜（水曜深夜）0:20 - 0:50 | 2018年10月11日 | 同時ネット |            |
| 秋田県         | 秋田朝日放送（AAB）          | テレビ朝日系列 | 木曜（水曜深夜）0:20 - 0:50 | 2018年10月11日 | 同時ネット |            |
| 山形県         | 山形テレビ（YTS）            | テレビ朝日系列 | 木曜（水曜深夜）0:20 - 0:50 | 2018年10月11日 | 同時ネット |            |
| 福島県         | 福島放送（KFB）              | テレビ朝日系列 | 木曜（水曜深夜）0:20 - 0:50 | 2018年10月11日 | 同時ネット |            |
| 新潟県         | 新潟テレビ21（UX）           | テレビ朝日系列 | 木曜（水曜深夜）0:20 - 0:50 | 2018年10月11日 | 同時ネット |            |
| 長野県         | 長野朝日放送（abn）          | テレビ朝日系列 | 木曜（水曜深夜）0:20 - 0:50 | 2018年10月11日 | 同時ネット |            |
| 山口県         | 山口朝日放送（yab）          | テレビ朝日系列 | 木曜（水曜深夜）0:20 - 0:50 | 2018年10月11日 | 同時ネット |            |
| 沖縄県         | 琉球朝日放送（QAB）          | テレビ朝日系列 | 木曜（水曜深夜）0:20 - 0:50 | 2018年10月11日 | 同時ネット |            |
| 中京広域圏     | 名古屋テレビ（メ〜テレ/NBN） | テレビ朝日系列 | 木曜（水曜深夜）0:25 - 0:55 | 2018年10月11日 | 5分遅れ    | [ 注 39 ]  |
| 熊本県         | 熊本朝日放送（KAB）          | テレビ朝日系列 | 土曜 15:55 - 16:25          | 2018年10月20日 | 遅れネット | [ 注 40 ]  |
| 福岡県         | 九州朝日放送（KBC）          | テレビ朝日系列 | 土曜 16:00 - 16:30          | 2018年10月20日 | 遅れネット |            |
| 鹿児島県       | 鹿児島放送（KKB）            | テレビ朝日系列 | 火曜（月曜深夜）1:20 - 1:50 | 2018年10月23日 | 遅れネット |            |
| 長崎県         | 長崎文化放送（ncc）          | テレビ朝日系列 | 金曜（木曜深夜）1:15 - 1:45 | 2018年11月9日  | 遅れネット |            |
| 愛媛県         | 愛媛朝日テレビ（eat）        | テレビ朝日系列 | 木曜（水曜深夜）1:55 - 2:25 | 2018年11月15日 | 遅れネット |            |
| 鳥取県・島根県 | 山陰放送（BSS）              | TBS系列        | 水曜（火曜深夜）1:28 - 1:58 | 2018年11月28日 | 遅れネット | [ 注 41 ]  |
| 石川県         | 北陸朝日放送（HAB）          | テレビ朝日系列 | 土曜 15:55 - 16:25          | 2019年1月19日  | 遅れネット |            |

不定期放送
- 近畿広域圏・朝日放送テレビ（ABC TV）

### ザワつく!金曜日
- 後述の通り、本番組は番組冒頭と末尾がそれぞれローカルセールス枠となっているため、ネット局の大半は放送時間がテレビ朝日のものとは異なっている。
  - 番組冒頭の18:50 - 19:00[注 42]（2021年10月8日から）および番組終盤の19:54 - 20:00（前番組『ミニステ』[注 43]と同様）はローカルセールス枠のため、テレビ朝日以外の通常時フルネット（全編フルバージョン）局でも臨時に19:00飛び乗りまたは19:54飛び降りとする場合がある一方で、通常時19:00飛び乗りまたは19:54飛び降りでの同時ネット局でも臨時に全編フルバージョンで放送する場合がある。
  - 2019年10月以降は、19:54に飛び降りる局に配慮して、19:54直前に制作著作のテロップが表示され[注 44]、その後フルネット局では20:00まで番組を継続する[注 45]。
  - 2024年4月以降は、19:54に飛び降りる局に配慮して、19:54直前にエンディングのスタッフロールが表示され[注 46][注 47]、その後フルネット局では20:00まで番組を継続する。

| 放送対象地域   | 放送局                       | 系列           | 放送日時           | ネット状況                                   | 備考                          |
| -------------- | ---------------------------- | -------------- | ------------------ | -------------------------------------------- | ----------------------------- |
| 関東広域圏     | テレビ朝日（EX）             | テレビ朝日系列 | 金曜 18:50 - 20:00 | 【制作局】                                   | [ 注 48 ]                     |
| 岩手県         | 岩手朝日テレビ（IAT）        | テレビ朝日系列 | 金曜 18:50 - 20:00 | 同時ネット（全編フルバージョン）             | [ 注 48 ]                     |
| 北海道         | 北海道テレビ（HTB）          | テレビ朝日系列 | 金曜 18:50 - 20:00 | 同時ネット（全編フルバージョン）             | [ 注 49 ] [ 注 50 ]           |
| 愛媛県         | 愛媛朝日テレビ（eat）        | テレビ朝日系列 | 金曜 18:50 - 20:00 | 同時ネット（全編フルバージョン）             | [ 注 51 ]                     |
| 鹿児島県       | 鹿児島放送（KKB）            | テレビ朝日系列 | 金曜 18:50 - 20:00 | 同時ネット（全編フルバージョン）             | [ 注 51 ] [ 注 52 ]           |
| 宮城県         | 東日本放送（khb）            | テレビ朝日系列 | 金曜 19:00 - 20:00 | 同時ネット （19:00飛び乗り）                 | [ 注 53 ] [ 注 54 ]           |
| 静岡県         | 静岡朝日テレビ（SATV）       | テレビ朝日系列 | 金曜 19:00 - 20:00 | 同時ネット （19:00飛び乗り）                 | [ 注 53 ] [ 注 55 ]           |
| 山口県         | 山口朝日放送（yab）          | テレビ朝日系列 | 金曜 19:00 - 20:00 | 同時ネット （19:00飛び乗り）                 | [ 注 53 ] [ 注 56 ]           |
| 福岡県         | 九州朝日放送（KBC）          | テレビ朝日系列 | 金曜 19:00 - 20:00 | 同時ネット （19:00飛び乗り）                 | [ 注 53 ] [ 注 57 ]           |
| 大分県         | 大分朝日放送（OAB）          | テレビ朝日系列 | 金曜 19:00 - 20:00 | 同時ネット （19:00飛び乗り）                 | [ 注 53 ] [ 注 58 ]           |
| 秋田県         | 秋田朝日放送（AAB）          | テレビ朝日系列 | 金曜 18:50 - 19:54 | 同時ネット （19:54飛び降り）                 | [ 注 59 ] [ 注 60 ]           |
| 福島県         | 福島放送（KFB）              | テレビ朝日系列 | 金曜 18:50 - 19:54 | 同時ネット （19:54飛び降り）                 | [ 65 ] [ 注 61 ] [ 注 62 ]    |
| 石川県         | 北陸朝日放送（HAB）          | テレビ朝日系列 | 金曜 18:50 - 19:54 | 同時ネット （19:54飛び降り）                 | [ 注 63 ] [ 注 64 ]           |
| 広島県         | 広島ホームテレビ（HOME）     | テレビ朝日系列 | 金曜 18:50 - 19:54 | 同時ネット （19:54飛び降り）                 | [ 注 63 ] [ 注 65 ]           |
| 熊本県         | 熊本朝日放送（KAB）          | テレビ朝日系列 | 金曜 18:50 - 19:54 | 同時ネット （19:54飛び降り）                 | [ 注 63 ] [ 注 66 ]           |
| 青森県         | 青森朝日放送（ABA）          | テレビ朝日系列 | 金曜 19:00 - 19:54 | 同時ネット （19:00飛び乗り、 19:54飛び降り） | [ 注 67 ] [ 注 68 ]           |
| 山形県         | 山形テレビ（YTS）            | テレビ朝日系列 | 金曜 19:00 - 19:54 | 同時ネット （19:00飛び乗り、 19:54飛び降り） | [ 注 59 ] [ 注 69 ]           |
| 長野県         | 長野朝日放送（abn）          | テレビ朝日系列 | 金曜 19:00 - 19:54 | 同時ネット （19:00飛び乗り、 19:54飛び降り） | [ 注 59 ] [ 注 70 ]           |
| 新潟県         | 新潟テレビ21（UX）           | テレビ朝日系列 | 金曜 19:00 - 19:54 | 同時ネット （19:00飛び乗り、 19:54飛び降り） | [ 注 59 ] [ 注 71 ]           |
| 中京広域圏     | 名古屋テレビ（メ〜テレ/NBN） | テレビ朝日系列 | 金曜 19:00 - 19:54 | 同時ネット （19:00飛び乗り、 19:54飛び降り） | [ 注 73 ] [ 注 74 ]           |
| 近畿広域圏     | 朝日放送テレビ（ABC TV）     | テレビ朝日系列 | 金曜 19:00 - 19:54 | 同時ネット （19:00飛び乗り、 19:54飛び降り） | [ 注 59 ] [ 注 75 ]           |
| 香川県・岡山県 | 瀬戸内海放送（KSB）          | テレビ朝日系列 | 金曜 19:00 - 19:54 | 同時ネット （19:00飛び乗り、 19:54飛び降り） | [ 注 59 ] [ 注 76 ]           |
| 長崎県         | 長崎文化放送（ncc）          | テレビ朝日系列 | 金曜 19:00 - 19:54 | 同時ネット （19:00飛び乗り、 19:54飛び降り） | [ 注 59 ] [ 注 77 ]           |
| 沖縄県         | 琉球朝日放送（QAB）          | テレビ朝日系列 | 金曜 19:00 - 19:54 | 同時ネット （19:00飛び乗り、 19:54飛び降り） | [ 注 59 ] [ 注 78 ] [ 注 79 ] |
| 山梨県         | 山梨放送（YBS）              | 日本テレビ系列 | 土曜 13:50 - 15:00 | 遅れネット                                   | [ 注 80 ]                     |
| 鳥取県・島根県 | 山陰放送（BSS）              | TBS系列        | 金曜 15:49 - 16:50 | 遅れネット                                   | [ 注 81 ]                     |

- 2019年2月15日・22日・3月8日のゴールデンタイムでのパイロット版についても、上記一覧表にある局で2019年4月から9月までと同じ時間帯（20:57 - 21:54）に放送。
- 2019年12月6日放送分は、直後に『フィギュアスケートグランプリファイナル』（20:00 - 21:54）が放送される影響で、19:54から『世界の街道をゆく』が放送されたので、ANNフルネット24局では19:54終了となった。

| 放送対象地域 | 放送局                    | 系列    | 放送日時          | ネット状況 | 備考                          |
| ------------ | ------------------------- | ------- | ----------------- | ---------- | ----------------------------- |
| 富山県       | チューリップテレビ（TUT） | TBS系列 | 水曜 9:55 - 10:56 | 遅れネット | [ 注 82 ] [ 注 83 ] [ 注 80 ] |

## 改編の影響
- 番組枠確保のため、21時台の「金曜★ロンドンハーツ」から「ロンドンハーツ」に再改題し、ネオバラエティ（火曜枠）に移動となり、19時台の「ドラえもん」と「クレヨンしんちゃん」が放送時間を移動となり、金曜日ゴールデンタイムのアニメ枠は廃枠、金曜日19時台のゴールデンタイムバラエティ枠は新設された。
- 21時台
  - 「金曜★ロンドンハーツ」から「ロンドンハーツ」に再改題し、火曜日23:15 - 24:15に移動。
  - 「ミュージックステーション」は金曜日21:00 - 21:54に移動。
- 19時台
  - 「クレヨンしんちゃん」は土曜日16:30 - 17:00に移動。
  - 「ドラえもん」は土曜日17:00 - 17:30に移動。

## スタッフ
- ナレーター：佐藤政道
- 構成：小野高義、水野英昭、岡伸晃
- TM：森山顕矩
- TD／SW：石渡剛
- CAM：宮本邦慶
- MIX：森谷友貴
- VE：苫米地伸晃
- PA：宇都宮晋也
- VTR：竹内達史、橋口司【週替り】
- 照明：弓削和幸
- 美術：遠藤ゆか
- 美術デザイン：前田香織
- 美術進行：高崎絵織、西尾星那
- 大道具：久保里志
- 小道具：塚谷将朗
- メイク：川口カツラ店
- 造園：鈴木雅氏
- 電飾：安田勝広
- CGデザイン：PDトウキョウ、ODD JOB
- イラスト：今野さと子、市橋俊介
- 音響効果：岡田淳一
- 編集：玉置謙一、中島拓也
- MA：兒子仁
- 編成：清水正太郎、北見駿也
- 宣伝：堀場綾技子、榎本梢絵
- デスク：原利加子
- 美術協力：テレビ朝日クリエイト
- 技術協力：テイクシステムズ、ロッコウ・プロモーション、東京オフラインセンター、テレテック、tsp
- 協力：吉祥寺二葉栄養調理専門職学校、吉祥寺二葉製菓専門職学校
- 制作協力：TAIGA PRO、トップシーン
- AP：濱田実花、竹田彩乃、山森真実、増田奈緒美（増田→以前はAD）
- AD：平野蒼、内田かれん、鈴木統子、石井美幸、小澤一朗、小林慎治、本田匠、藤澤日向、水上悠貴、蒲原咲、小林嵩弥、津田妃花、川上幹太【毎週】、鈴木梨紗、宗岡宏樹、粕谷亮太、菊地優花、橋本怜奈、竹内卓也、有若聖悟、陳若芉、服部翔、町田千恵【週替り】
- ディレクター：武島義之、満尾晋介、江橋純一、小原和洋、山下楓【毎週】、矢野和久、橋詰圭太、大河内洋平、舟木隆浩、光用さやか、佐藤真吾、菅谷亮介、大西耕太、齋藤亮、望月奈美、秋山秀人、植田良樹、片岡伸幸、福岡蓮太【週替り】
- プロデューサー：竹原信太郎、川口伸之、小泉哲朗、土橋覚、伊波智紀、駒崎茂之、加藤信、八幡亜未
- プロデューサー・演出：植田弘樹
- ゼネラルプロデューサー：新田良太
- 制作：テレビ朝日ビジネスソリューション本部 コンテンツ編成局第1制作部
- 制作著作：テレビ朝日

### 過去のスタッフ
- MIX：大日方万梨亜
- 美術：小山晃弘
- 美術デザイン：松田友希
- 編成：岡村地郎、沢登孝介、米川宝、辻慈生
- 宣伝：上村梨紗
- AD：稗田康貴、角居佑香里、ジャン・ジェミン、佐藤瑛悟、今給黎涼平、出口一葉
- ディレクター：小杉賢、岡田友之、鈴木大介、井上陽史、真野健太郎、内山凌
- プロデューサー：高橋伸之、四戸美穂、榎本有紀
- エグゼクティブプロデューサー：寺田伸也（以前はゼネラルプロデューサー）